# Dekanat Schweinfurt-Nord
Das Dekanat Schweinfurt-Nord ist eines von 20 Dekanaten im römisch-katholischen Bistum Würzburg.
Es umfasst den nördlichen Teil des Landkreises Schweinfurt. Es grenzt im Osten an das Dekanat Haßberge, im Süden an das Dekanat Schweinfurt-Süd und Dekanat Karlstadt, im Westen an das Dekanat Hammelburg und im Norden an das Dekanat Bad Kissingen und das Dekanat Bad Neustadt.
Siebenundzwanzig Pfarrgemeinden und 10 Kuratien haben sich bis 2010 zu zehn Pfarreiengemeinschaften zusammengeschlossen.
Dekan ist Gregor Mühleck, koordinierender Pfarrer der Pfarreiengemeinschaft St. Christophorus im Mainbogen, Gochsheim/Grettstadt. Verwaltungssitz ist Schweinfurt.
Seit dem 1, Oktober 2021 bilden die Dekanate Schweinfurt-Stadt, Schweinfurt-Nord und Schweinfurt-Süd zusammen das Dekanat Schweinfurt.

## Gliederung
Sortiert nach Pfarreiengemeinschaften werden die Pfarreien genannt, alle zu einer Pfarrei gehörigen Exposituren, Benefizien und Filialen werden nach der jeweiligen Pfarrei aufgezählt, danach folgen Kapellen, Klöster und Wallfahrtskirchen. Weiterhin werden auch die Einzelpfarreien am Ende aufgelistet.

### Pfarreiengemeinschaften

#### Pfarreiengemeinschaft Maria Hilf (Wasserlosen)
- Pfarrei St. Petrus in Ketten Brebersdorf
- Pfarrei Mariä Geburt und St. Valentin Burghausen mit St. Kilian und Gefährten und St. Vitus Wülfershausen, Nothelferkapelle
- Pfarrei St. Bartholomäus Greßthal
- Kuratie St. Vitus Kaisten
- Kuratie St. Cyriakus Schwemmelsbach
- Kuratie St. Simon und St. Judas Thaddäus Wasserlosen mit Mariä Geburt Rütschenhausen

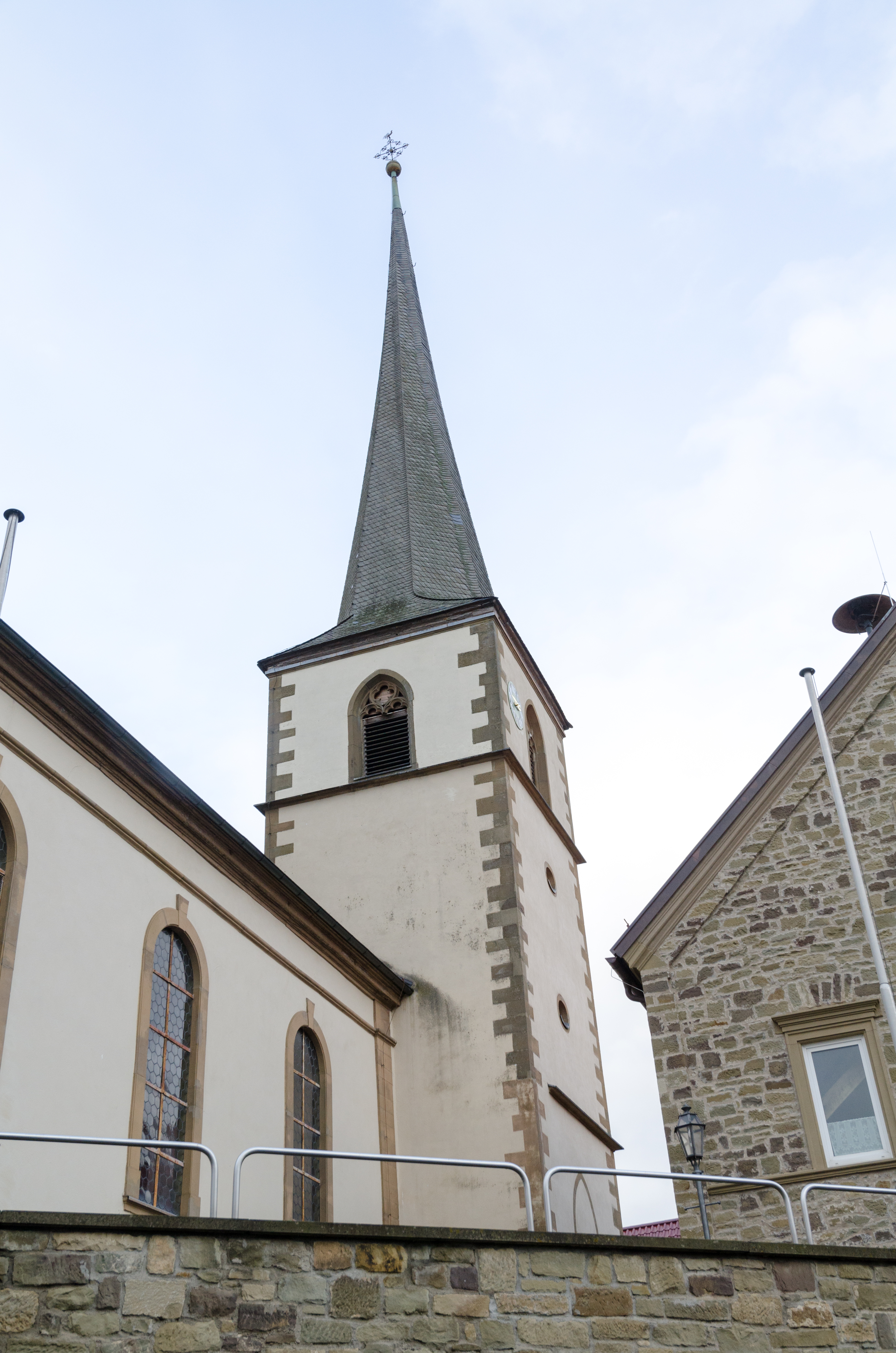
St. Peter in Ketten
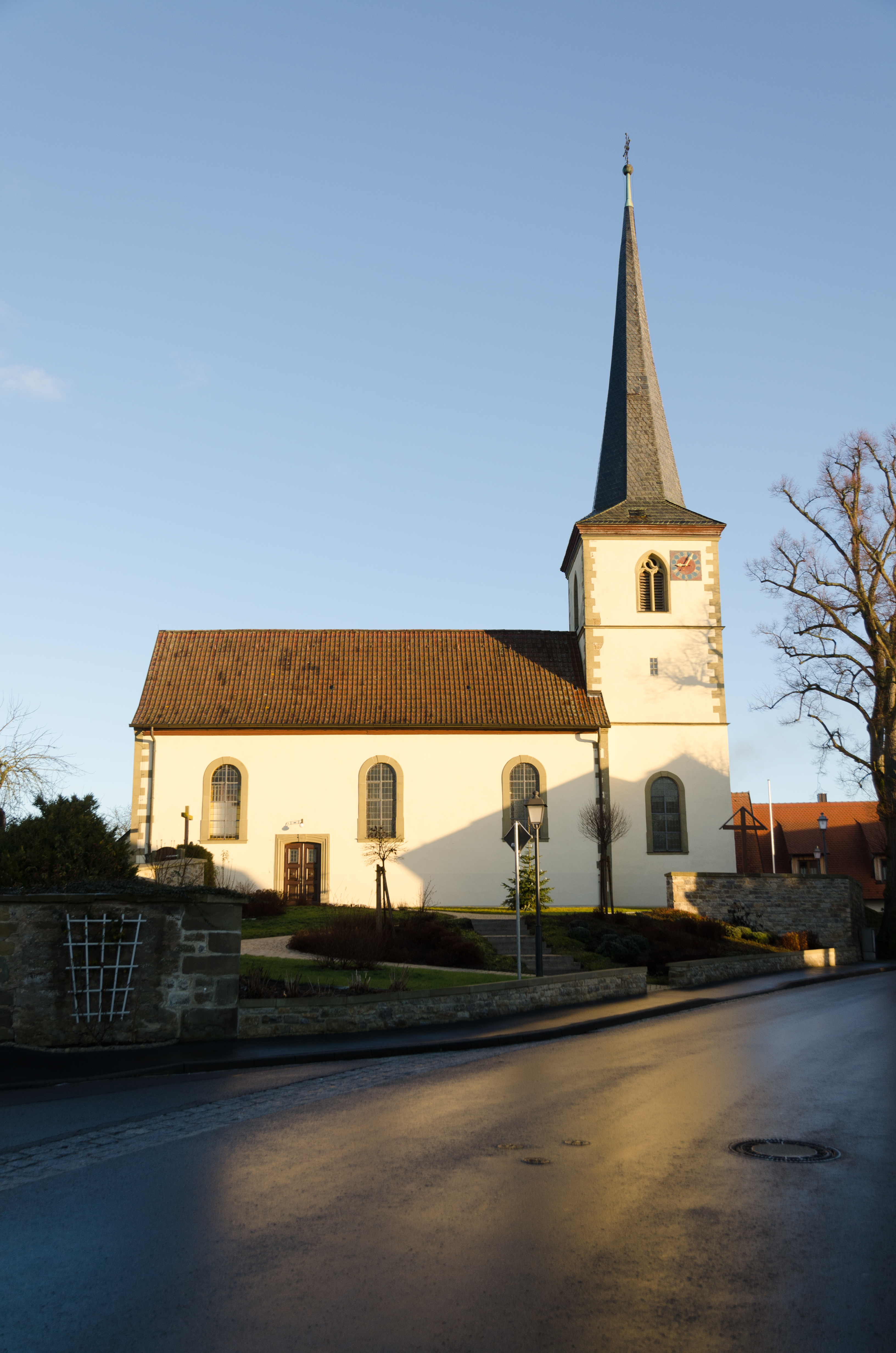
Mariä Geburt u. St. Valentin
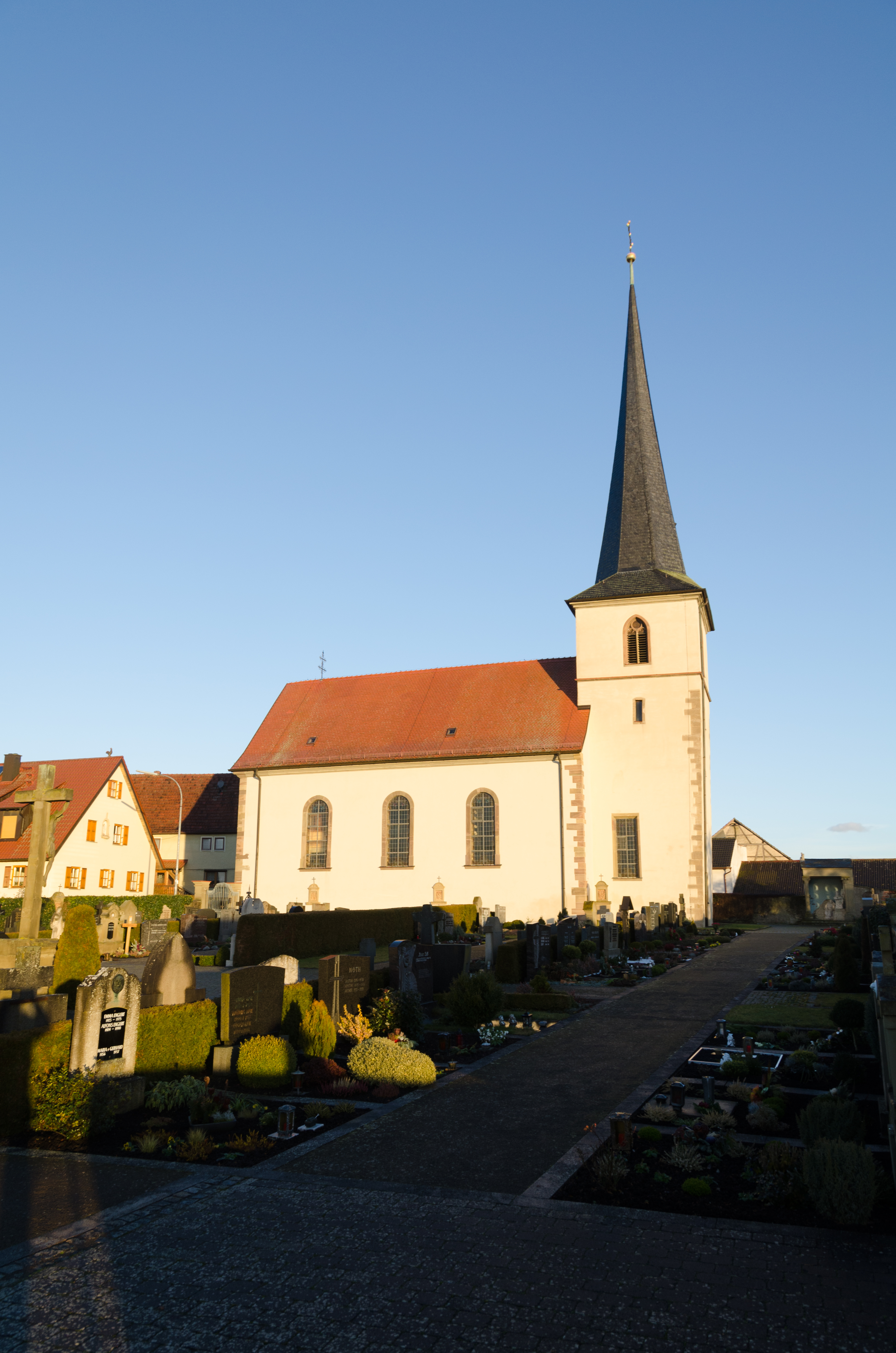
St. Kilian u. St. Vitus
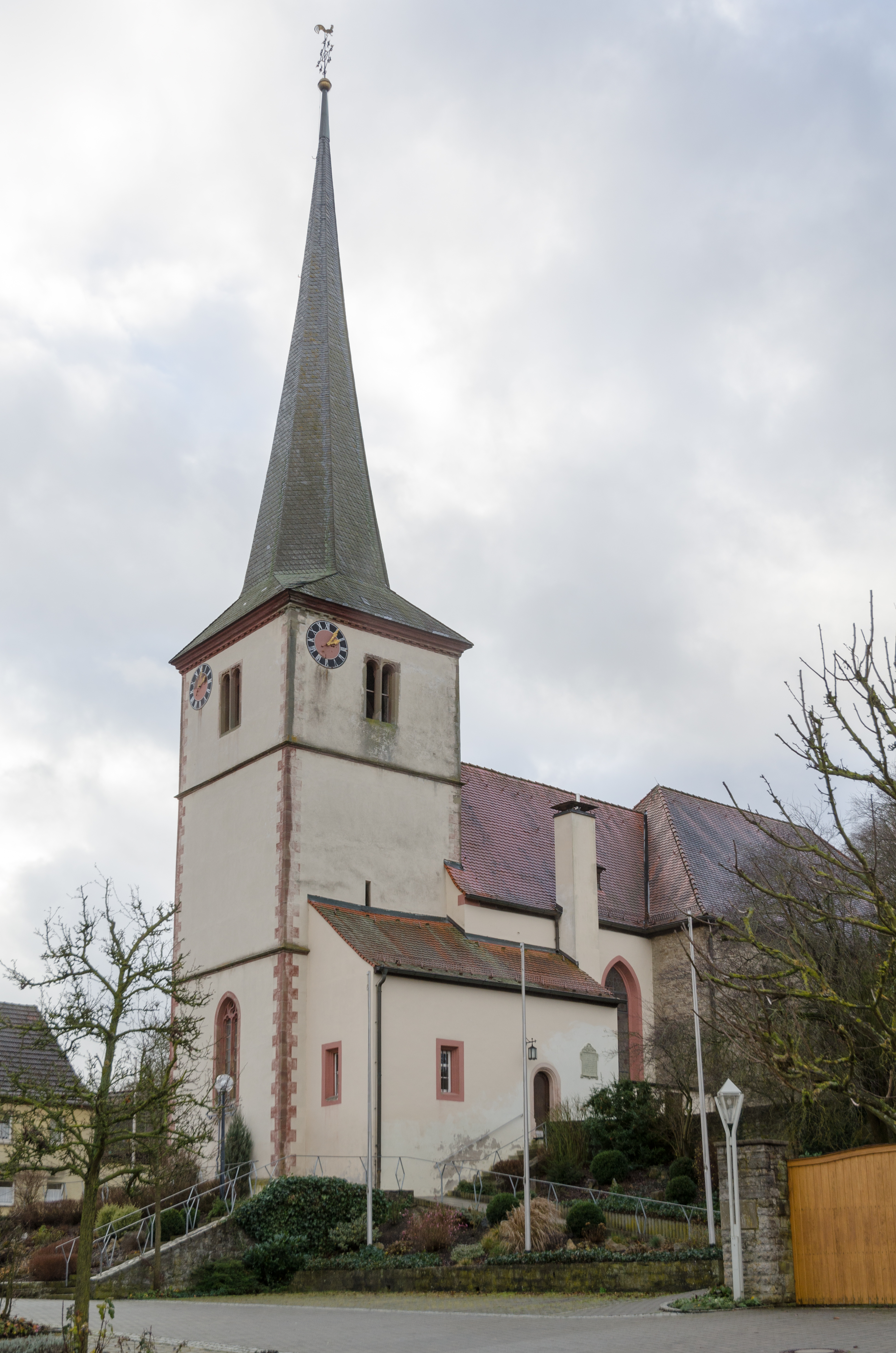
St. Bartholomäus
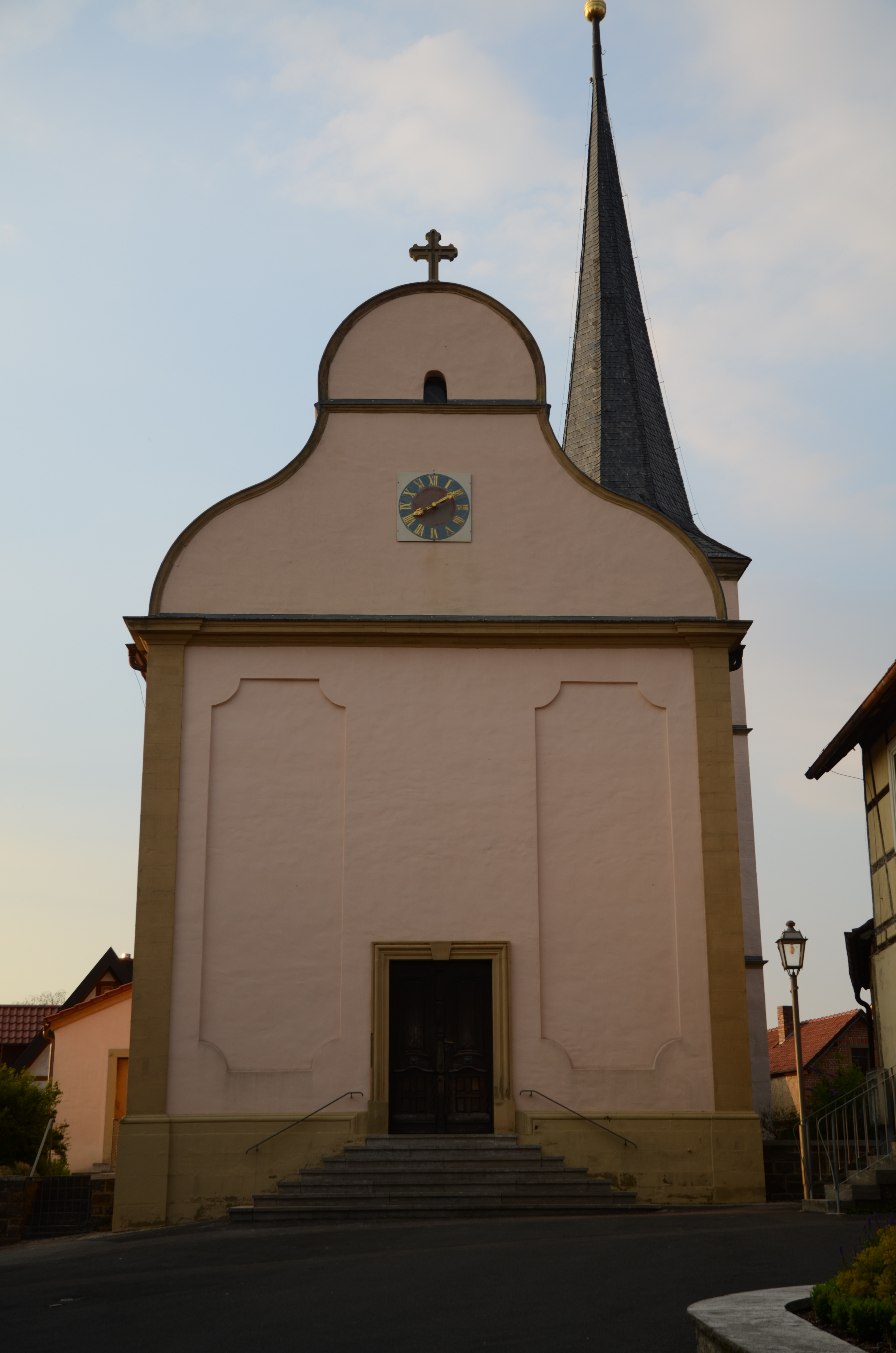
St. Vitus
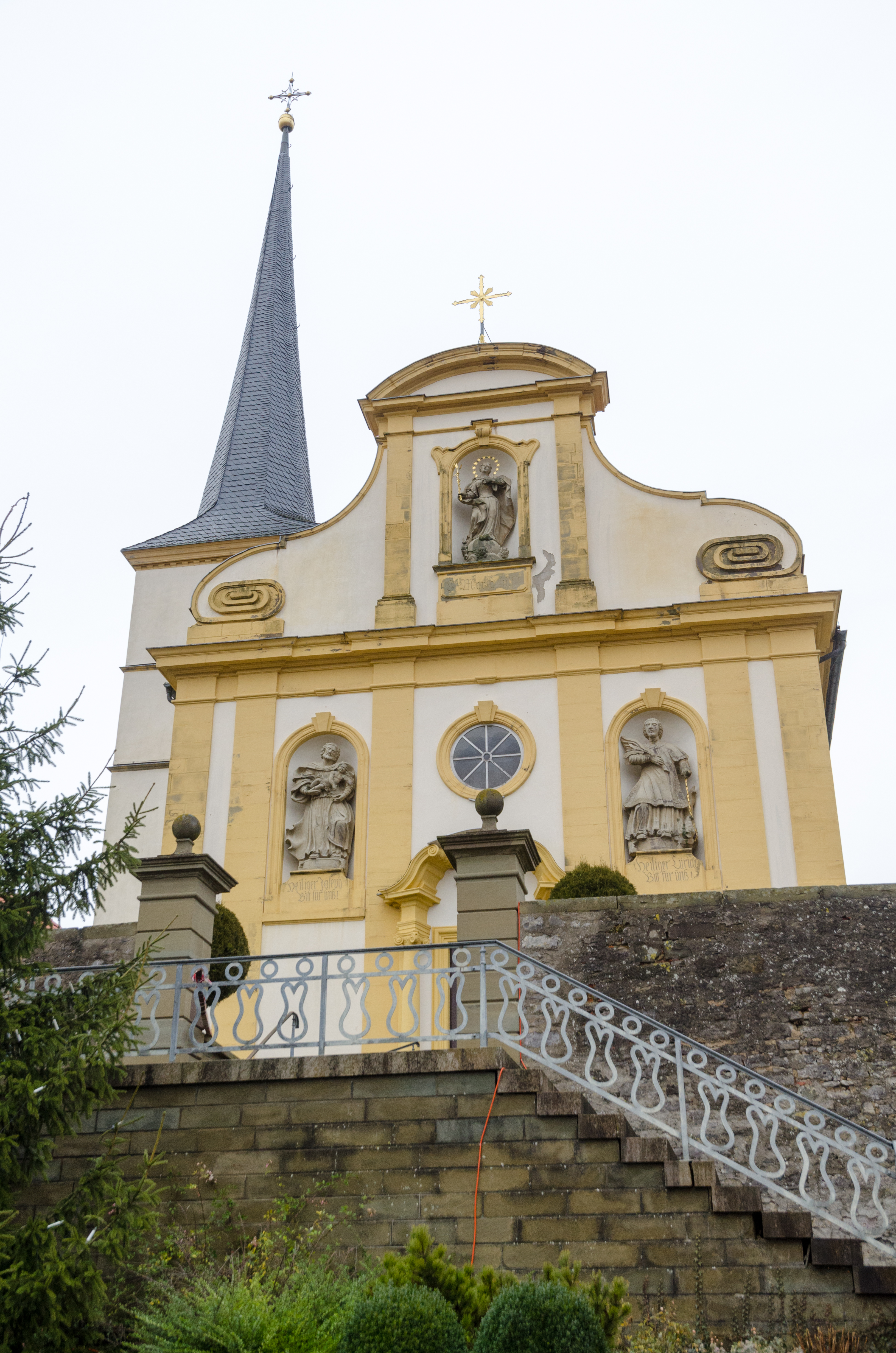
St. Cyriakus
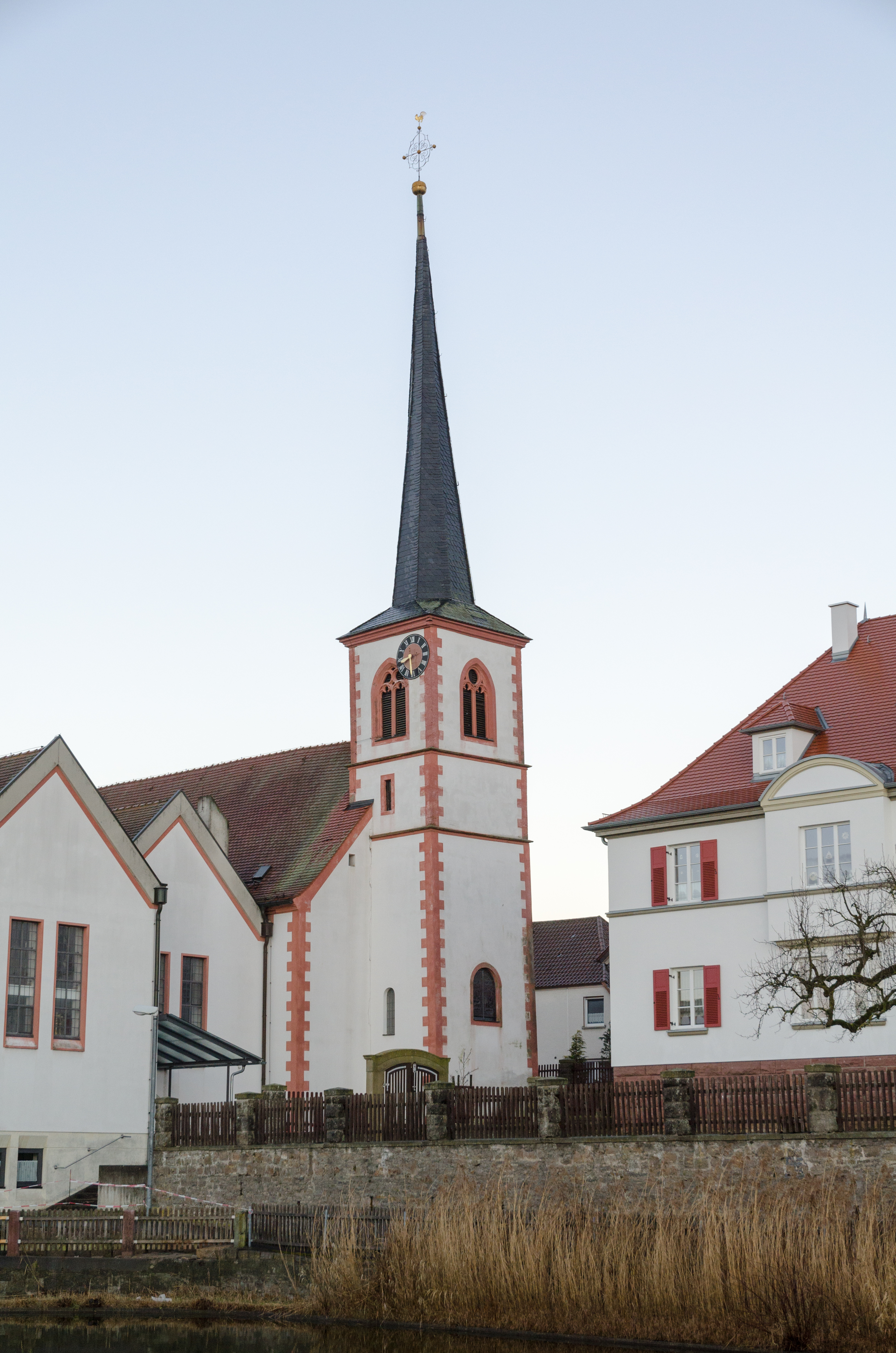
St. Simon und Judas Thaddäus
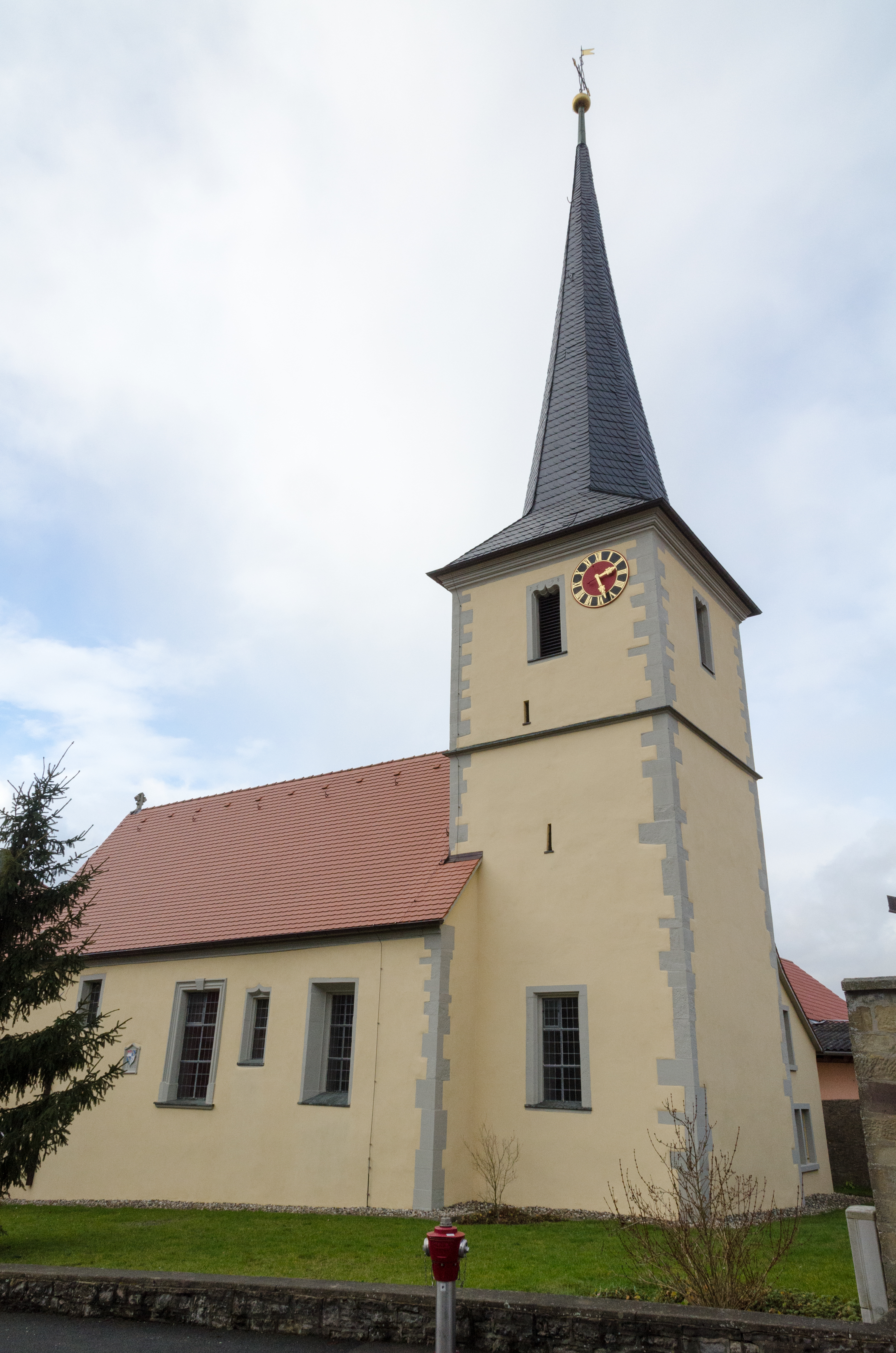
Mariä Geburt-Kirche Maria-von-der-Tann

#### Pfarreiengemeinschaft St. Jakobus der Ältere im oberen Werntal (Poppenhausen)
- Pfarrei St. Laurentius Kronungen
- Pfarrei St. Michael Kützberg
- Pfarrei St. Kilian Maibach
- Pfarrei St. Johannes der Täufer Pfersdorf
- Pfarrei St. Jakobus der Ältere Poppenhausen mit St. Ägidius Hain

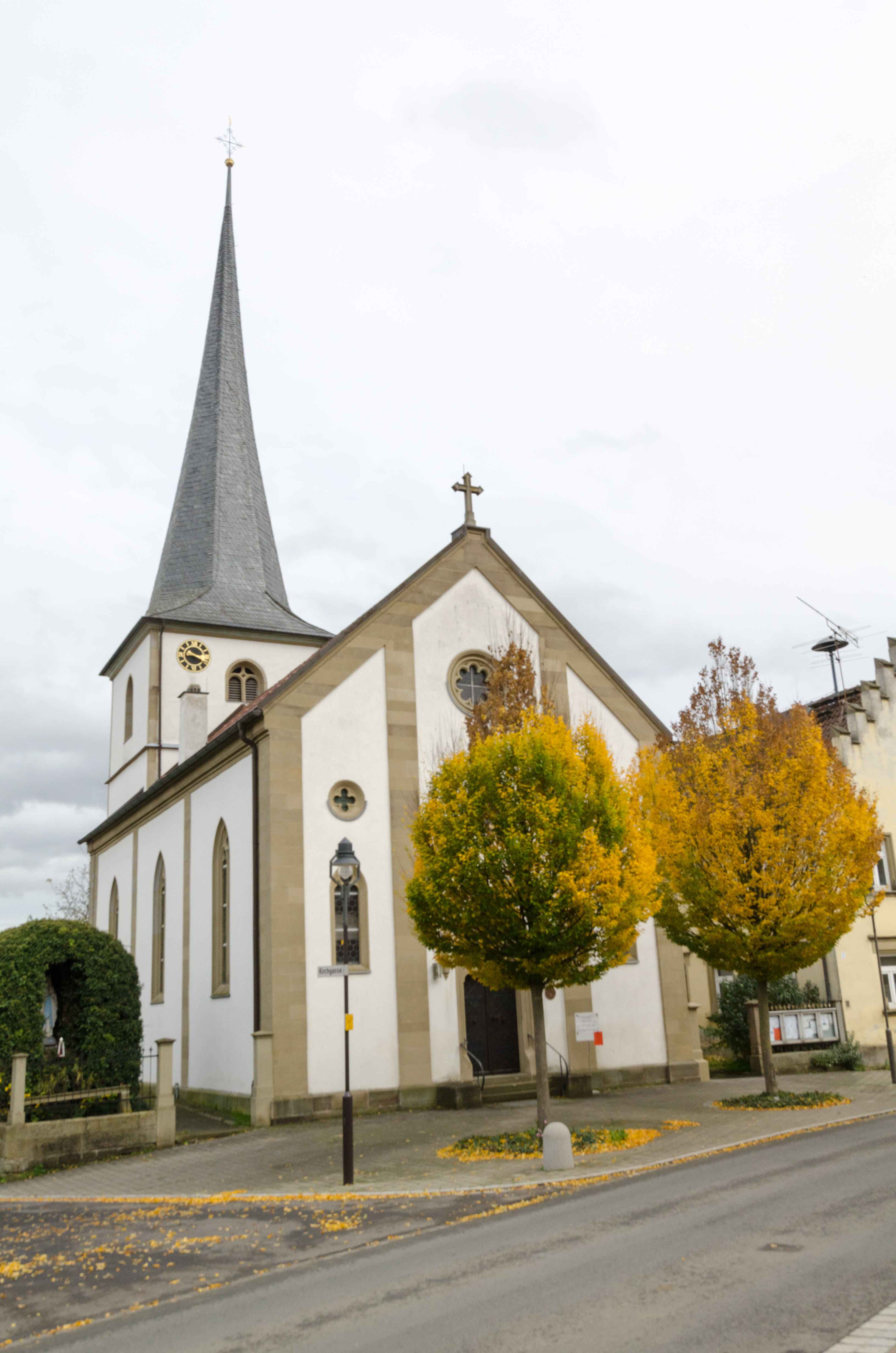
St. Laurentius
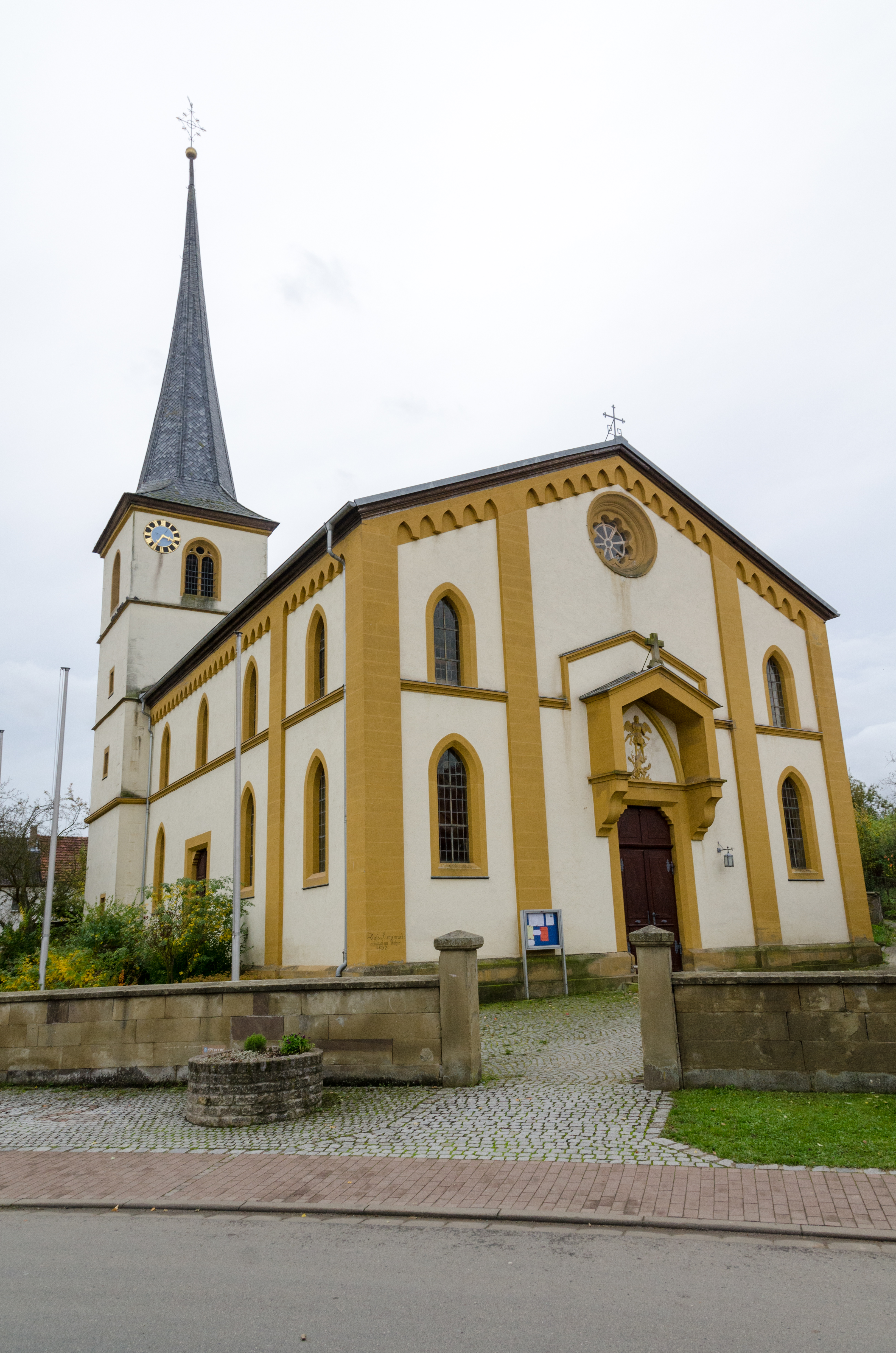
St. Michael
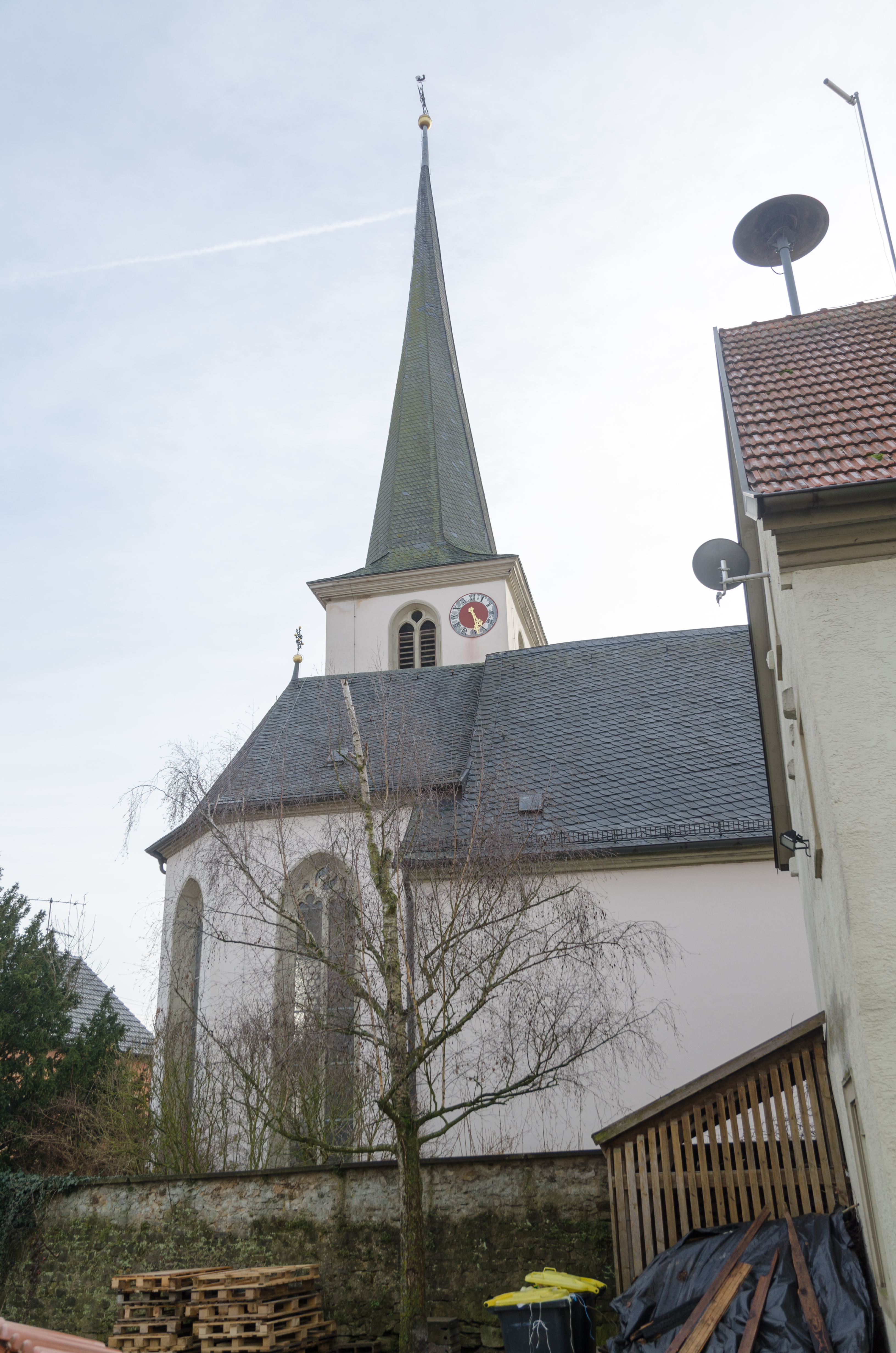
St. Kilian
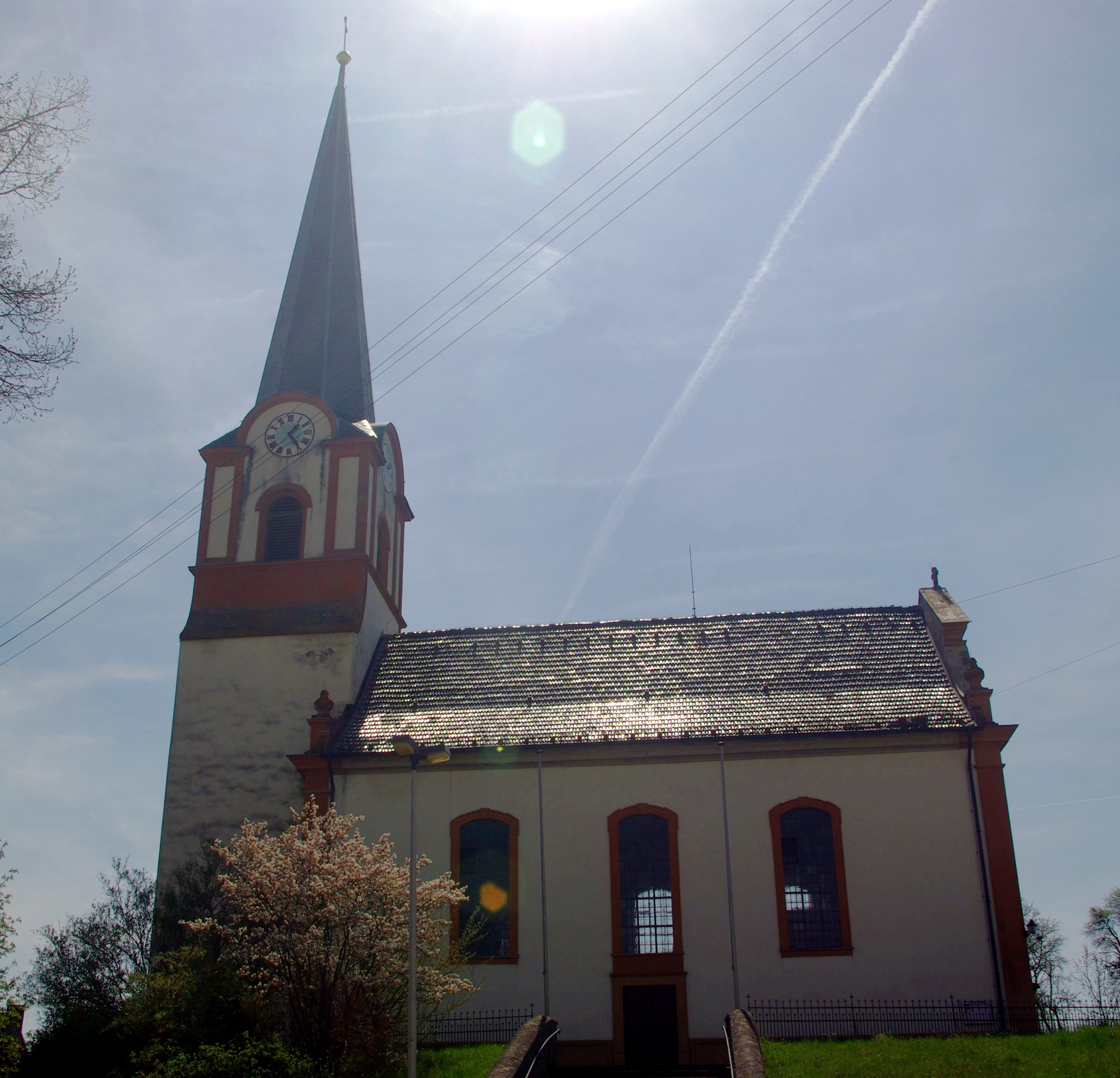
St. Johannes, Pfersdorf
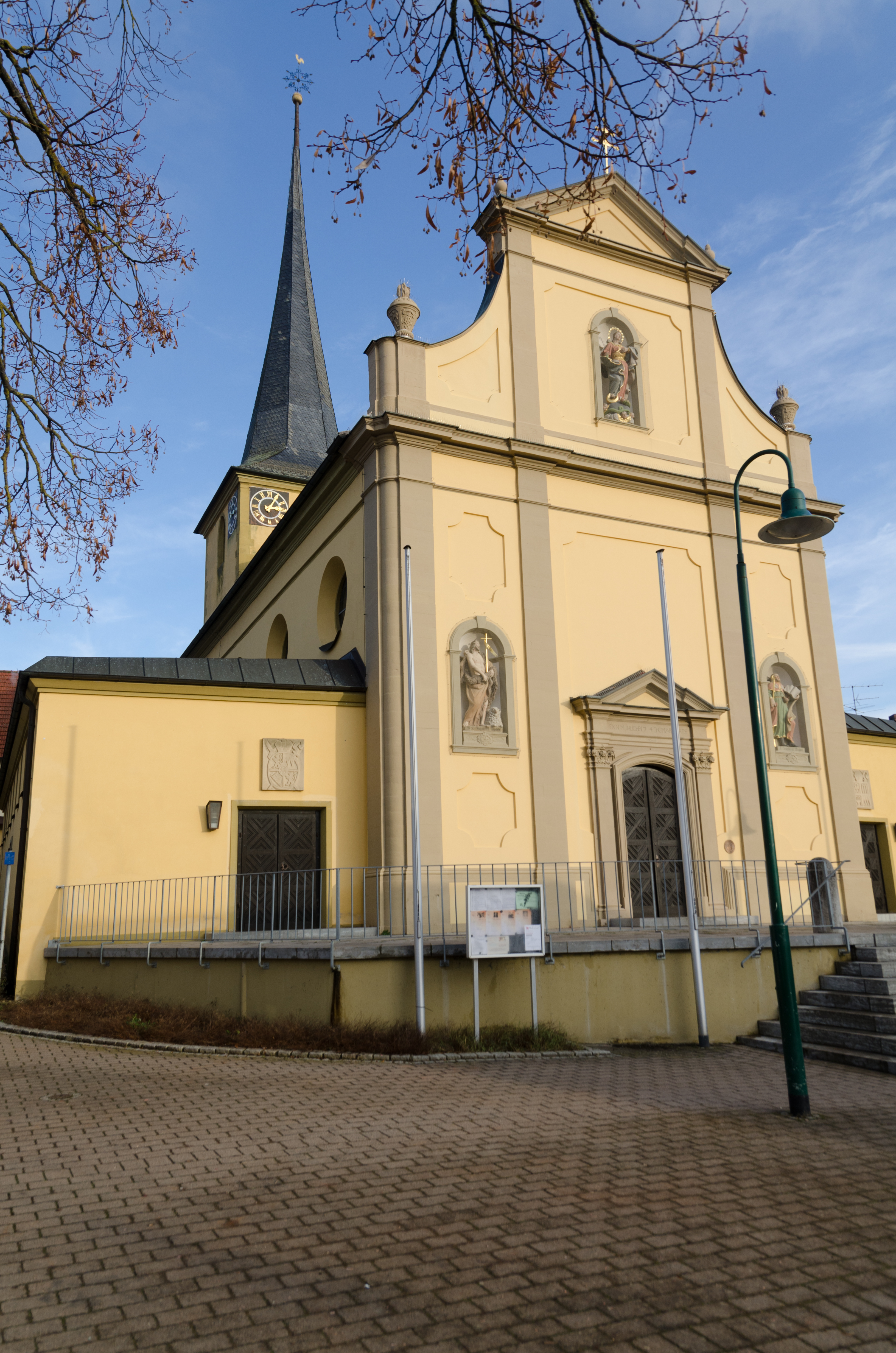
St. Jakobus der Ältere
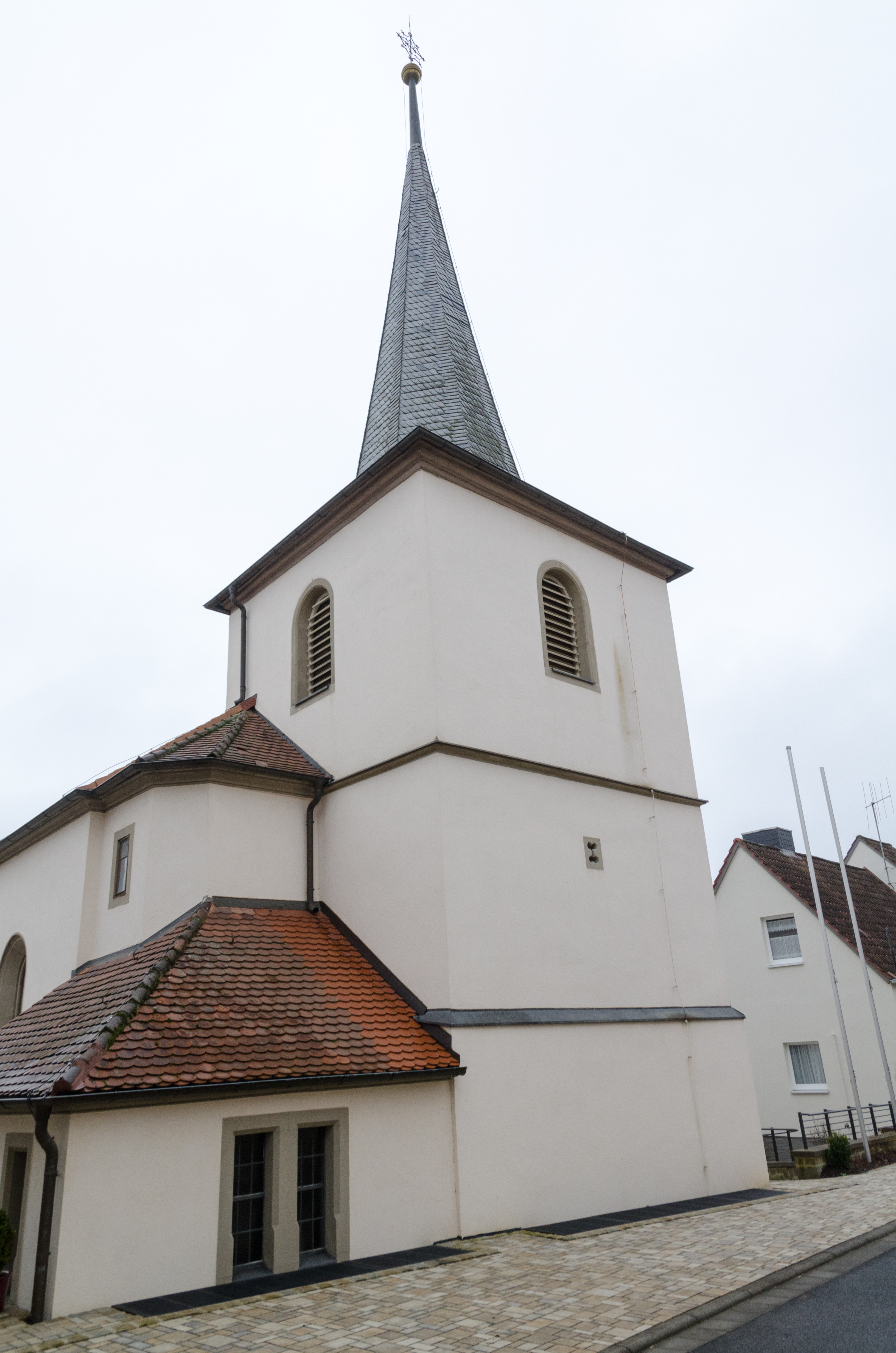
St. Ägidius

#### Pfarreiengemeinschaft Niederwerrn – Oberwerrn
- Pfarrei St. Bruno Niederwerrn
- Kuratie St. Bartholomäus Oberwerrn

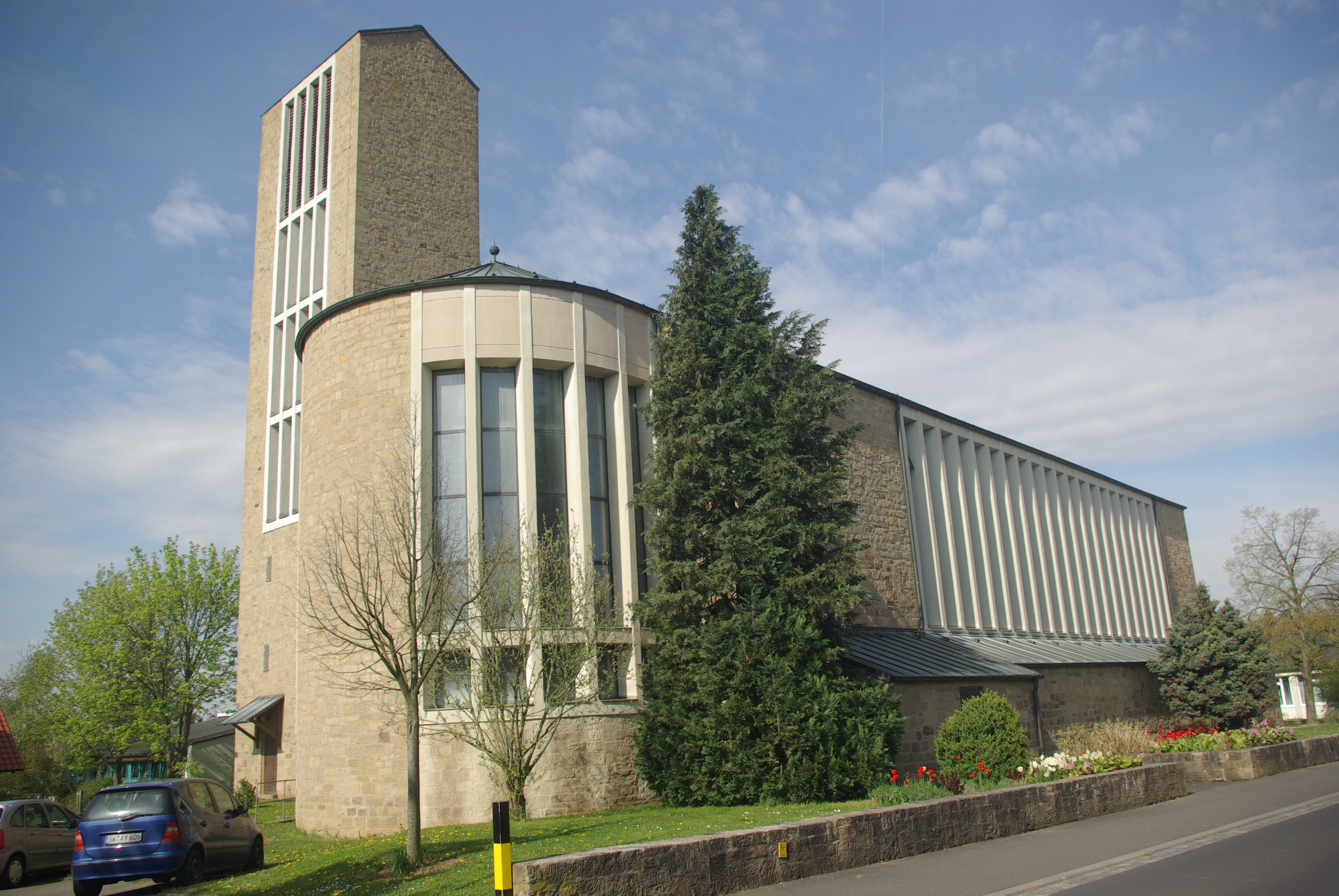
Kirche St. Bruno, Niederwerrn
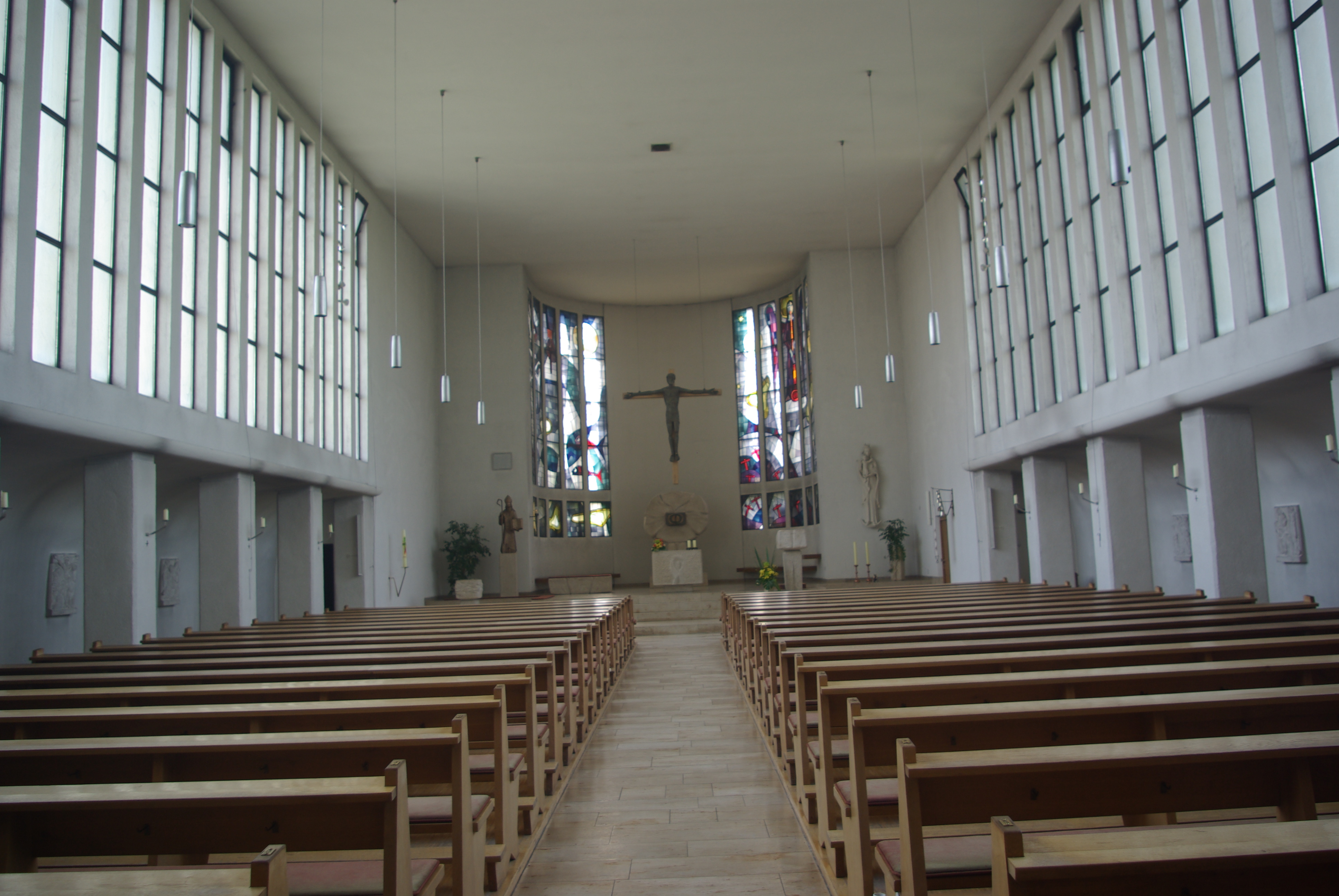
Innenansicht der Kirche St. Bruno, Niederwerrn
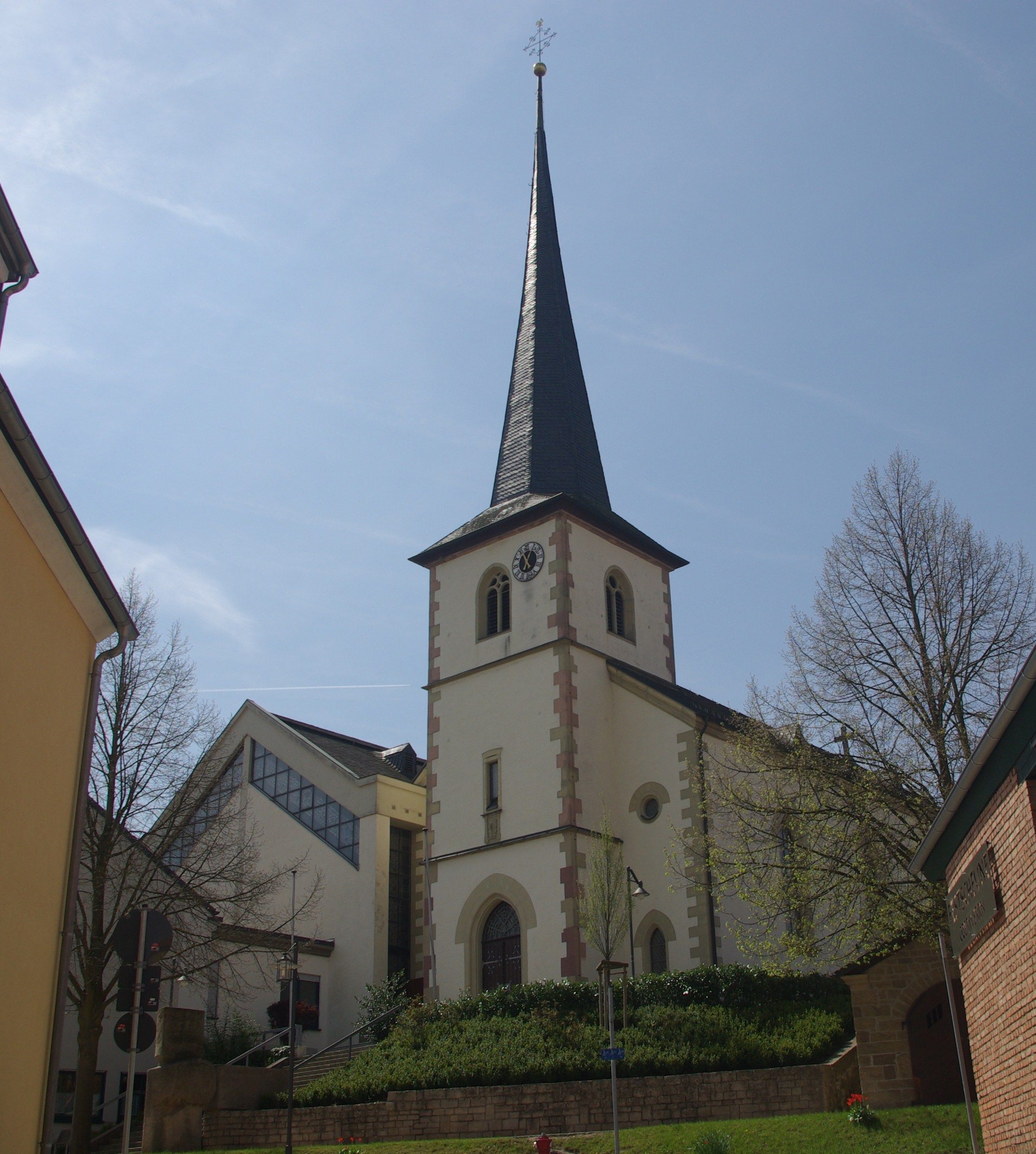
St. Bartholomäus
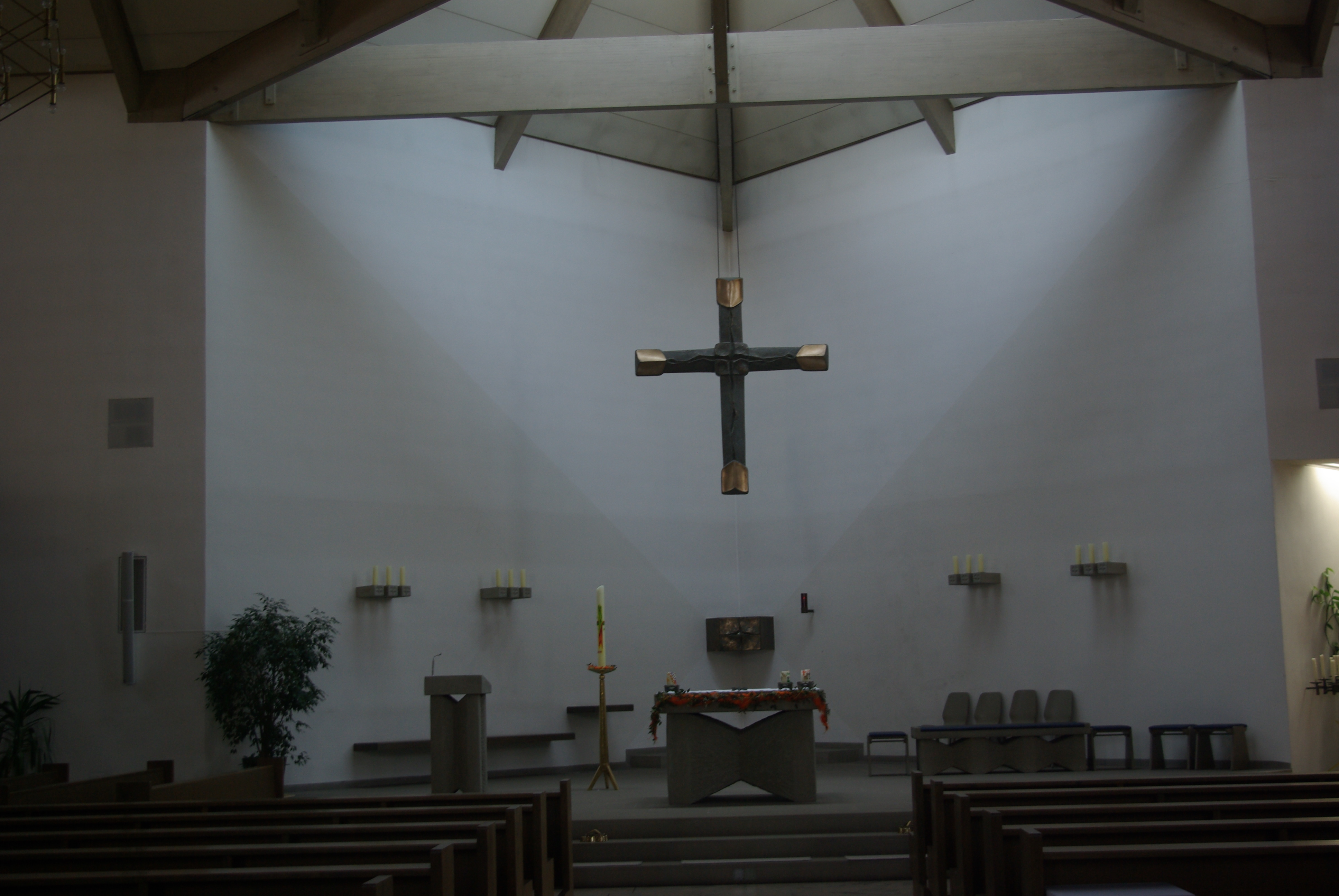
Innenansicht der Kirche St. Bartholomäus, Oberwerrn

#### Pfarreiengemeinschaft St. Martin im oberen Werntal (Geldersheim)
- Pfarrei St. Michael Euerbach mit Mariä Heimsuchung Obbach und St. Johannes der Täufer Sömmersdorf
- Pfarrei St. Nikolaus Geldersheim

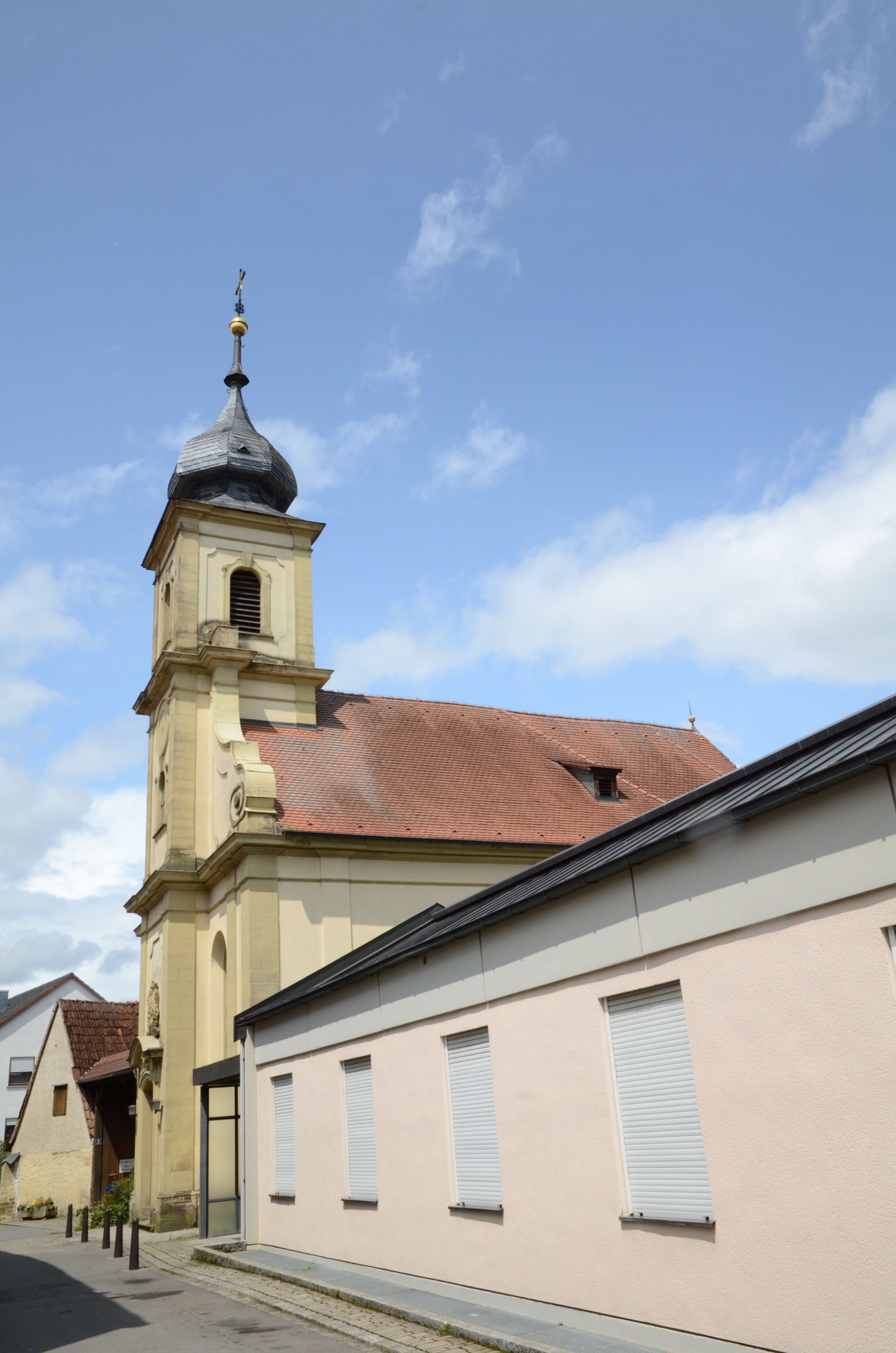
St. Michael
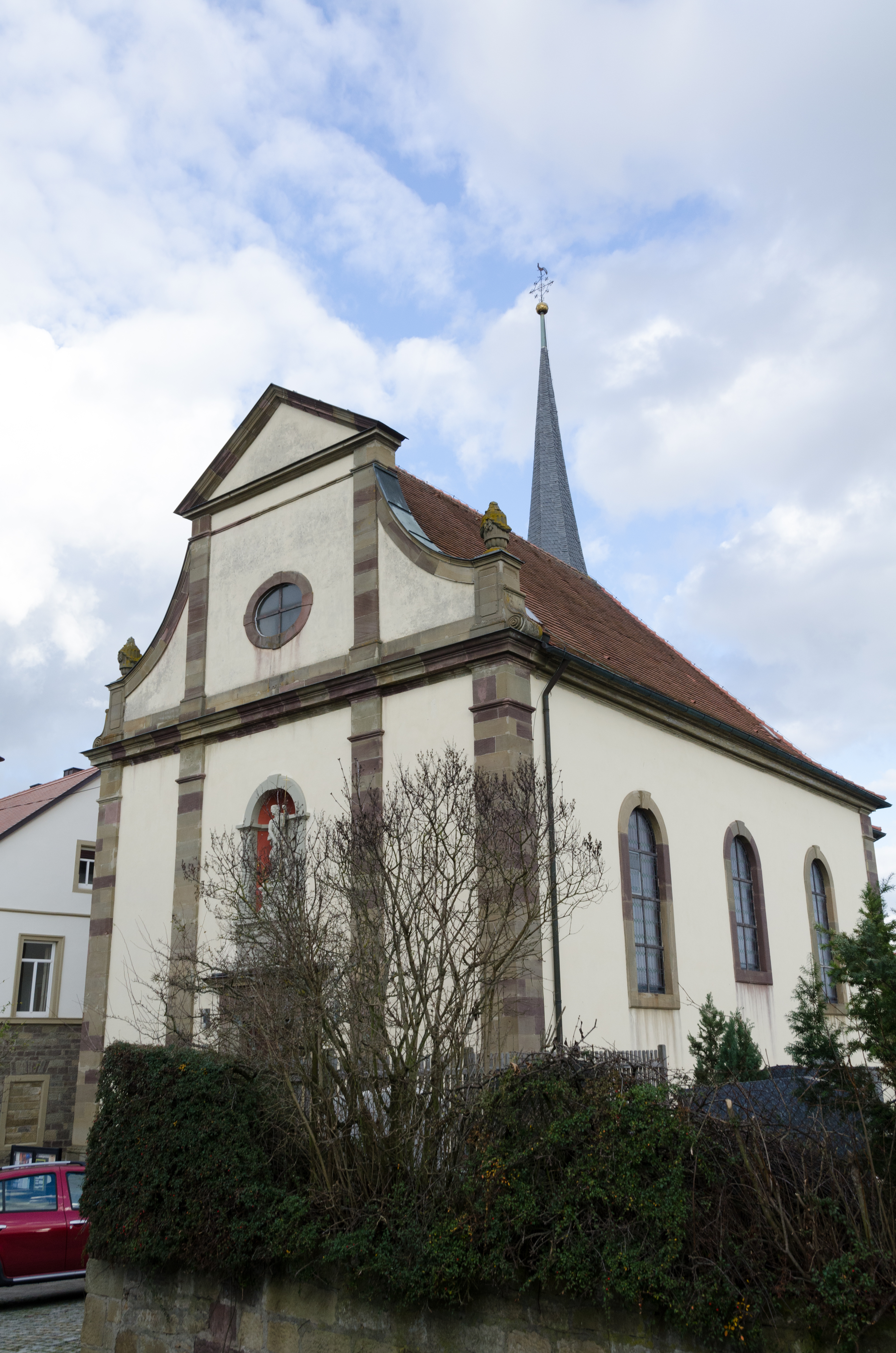
St. Johannes der Täufer
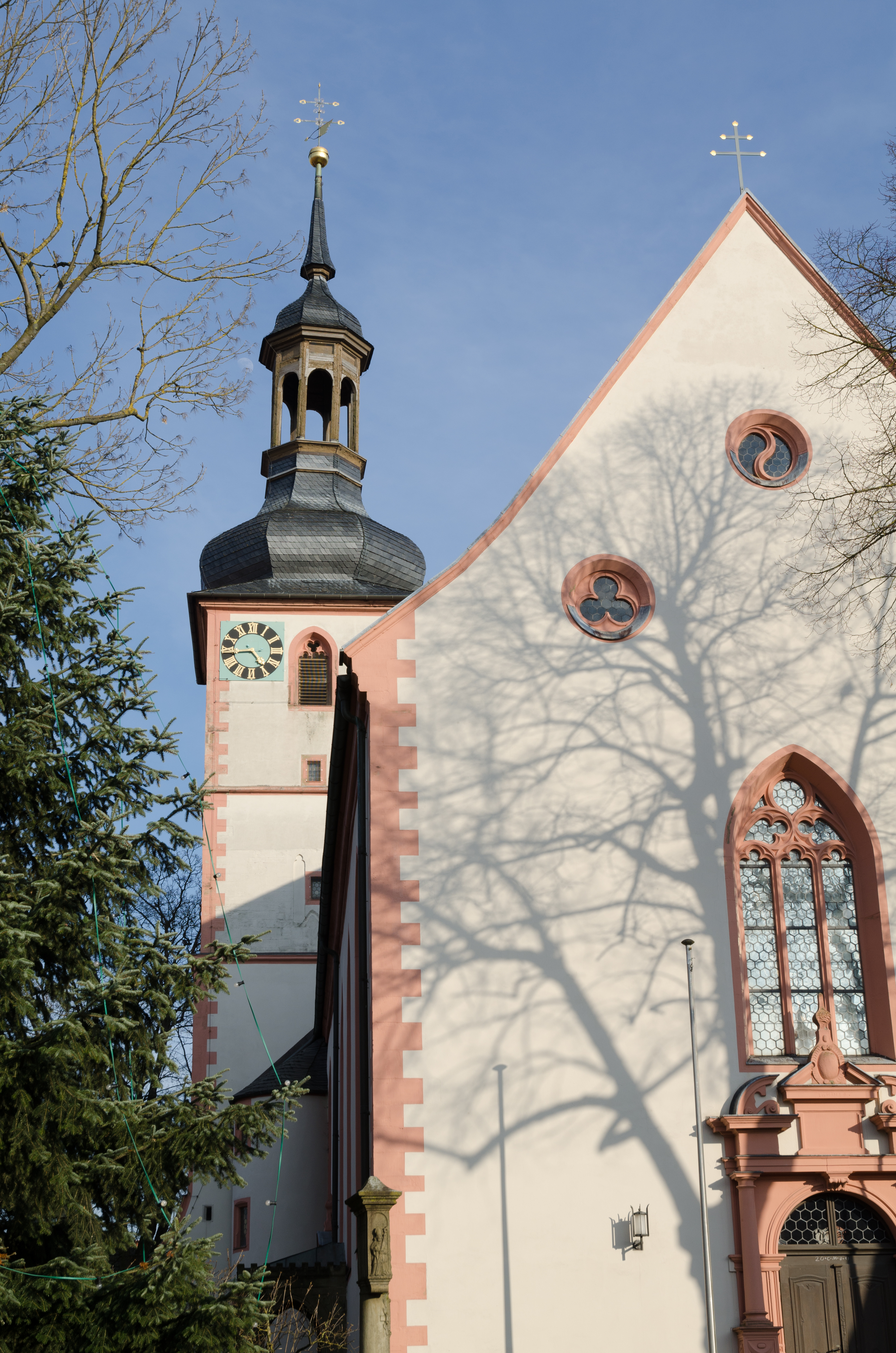
St. Nikolaus

#### Pfarreiengemeinschaft Marienbachtal (Hambach)
- Pfarrei St. Rochus Dittelbrunn
- Pfarrei Mariä Geburt Hambach mit Heilig Kreuz Pfandhausen
- Kuratie St. Kilian Holzhausen

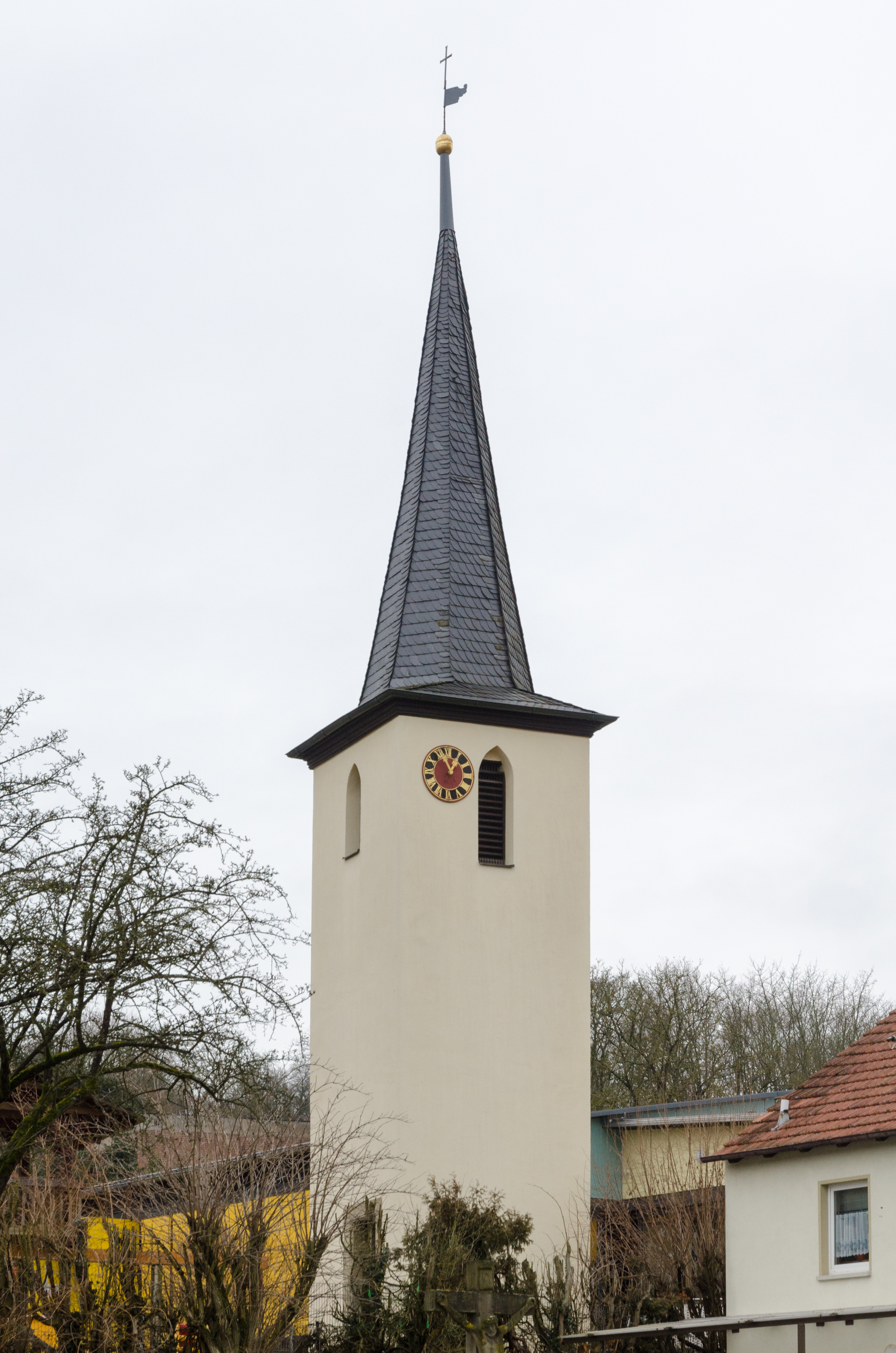
St. Rochus
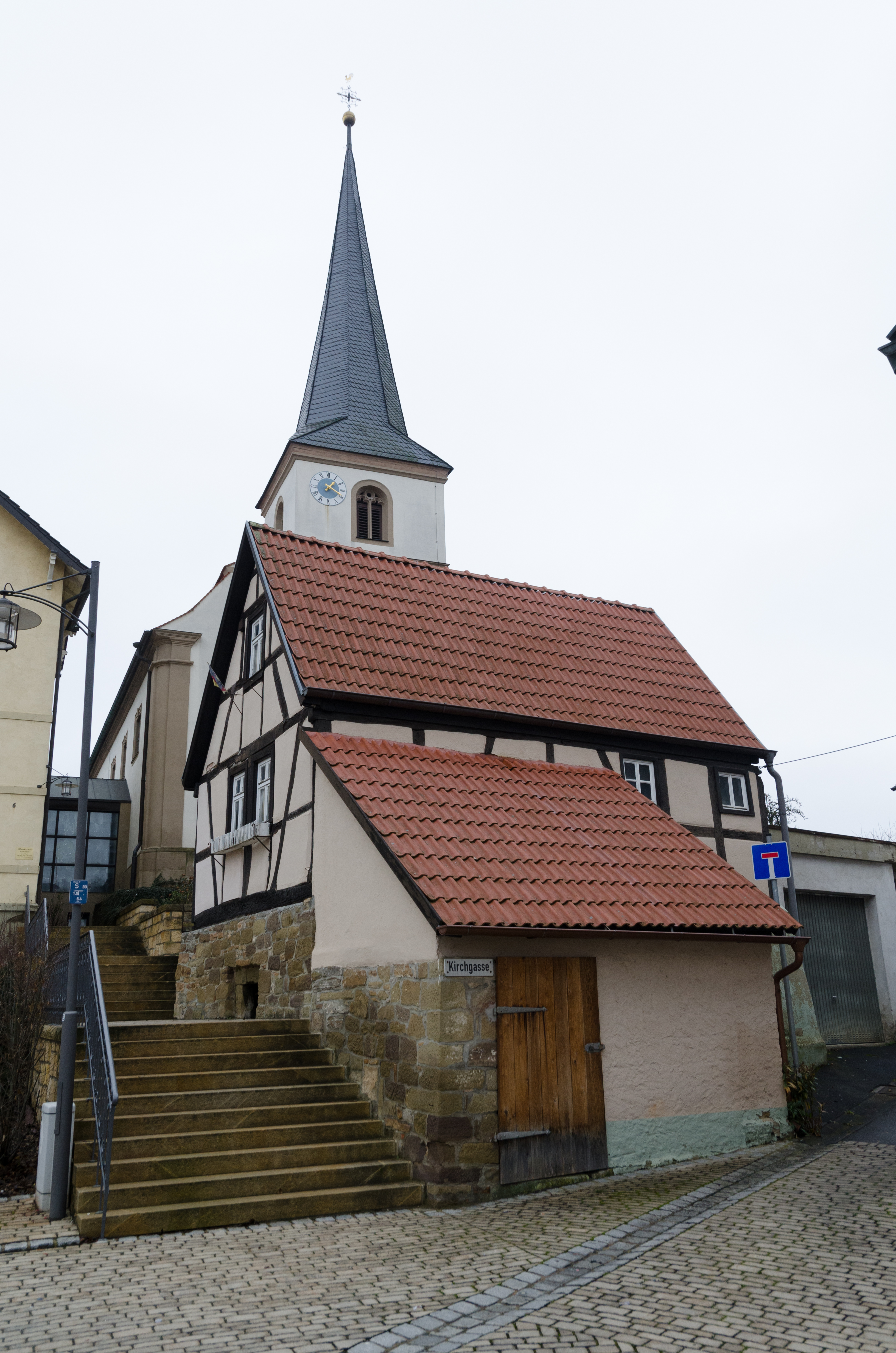
Mariä Geburt
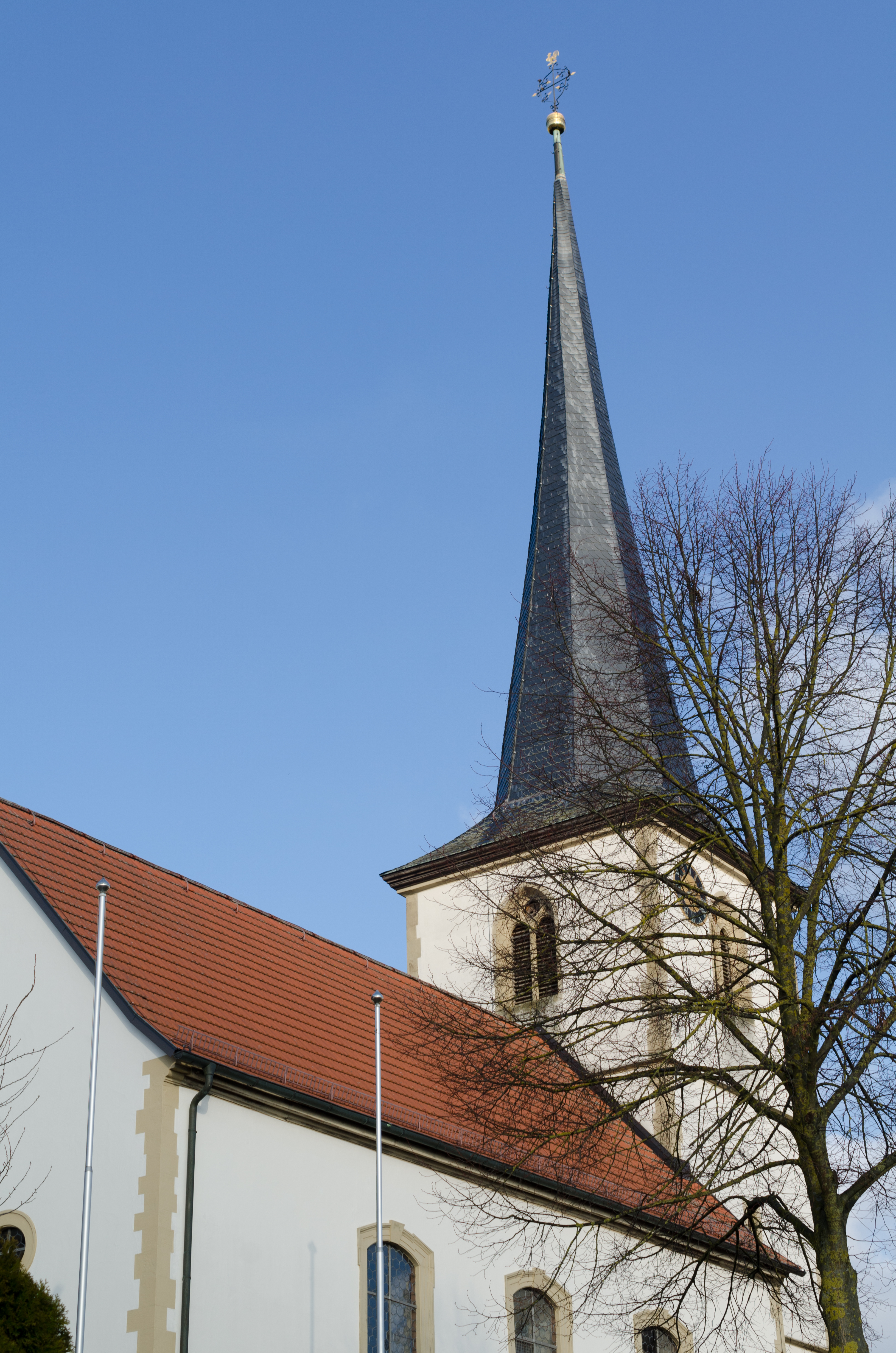
St. Kilian

#### Pfarreiengemeinschaft Liborius Wagner (Markt Stadtlauringen)
- Pfarrei Mariä Himmelfahrt Altenmünster mit St. Bartholomäus Ballingshausen und St. Jakobus der Ältere Sulzdorf
- Pfarrei St. Michael Birnfeld
- Kuratie St. Nikolaus Fuchsstadt
- Pfarrei St. Johannes der Täufer Stadtlauringen, Kerlachkapelle Maria Schmerz, mit St. Kilian Wettringen

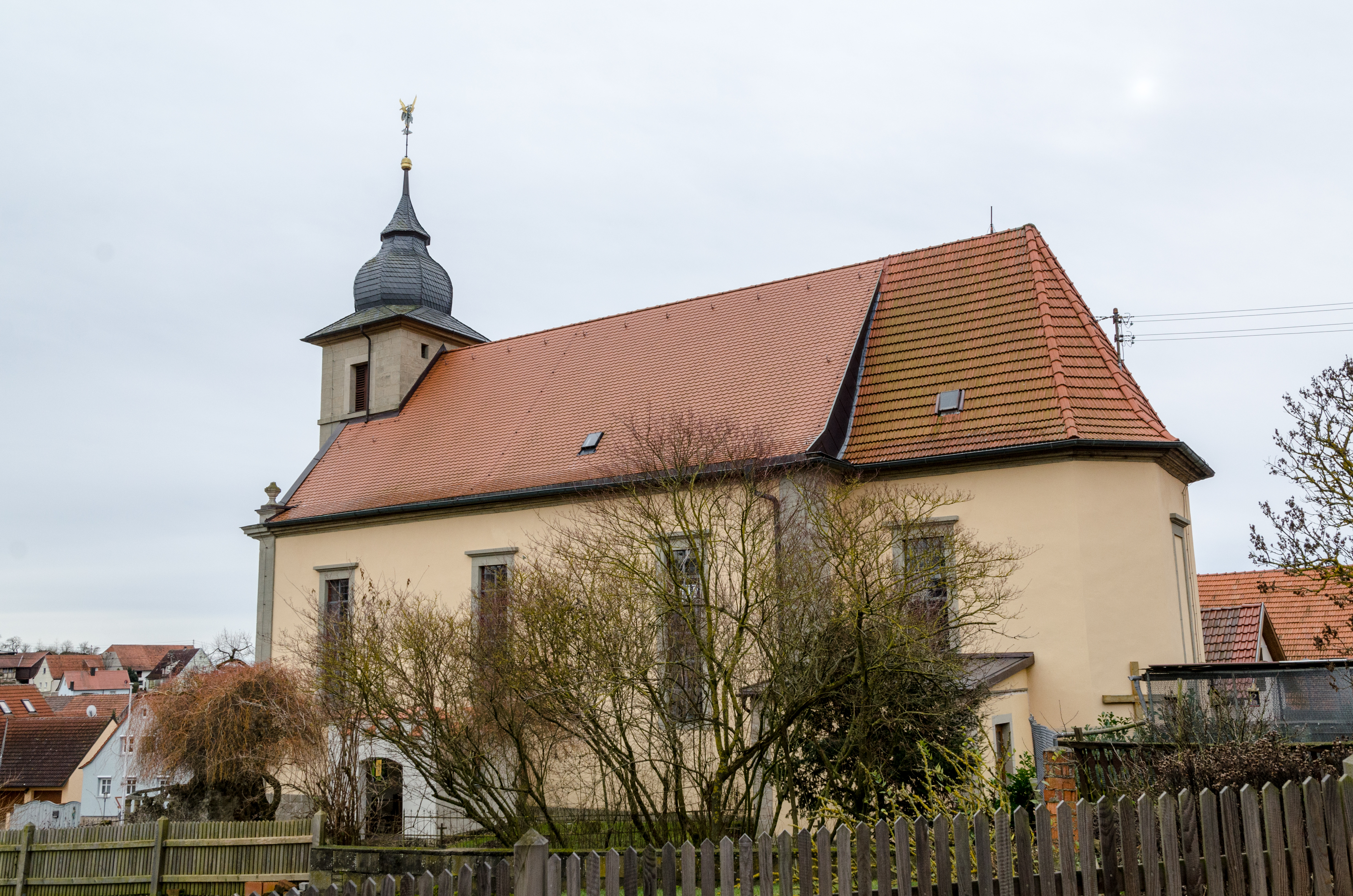
St. Michael
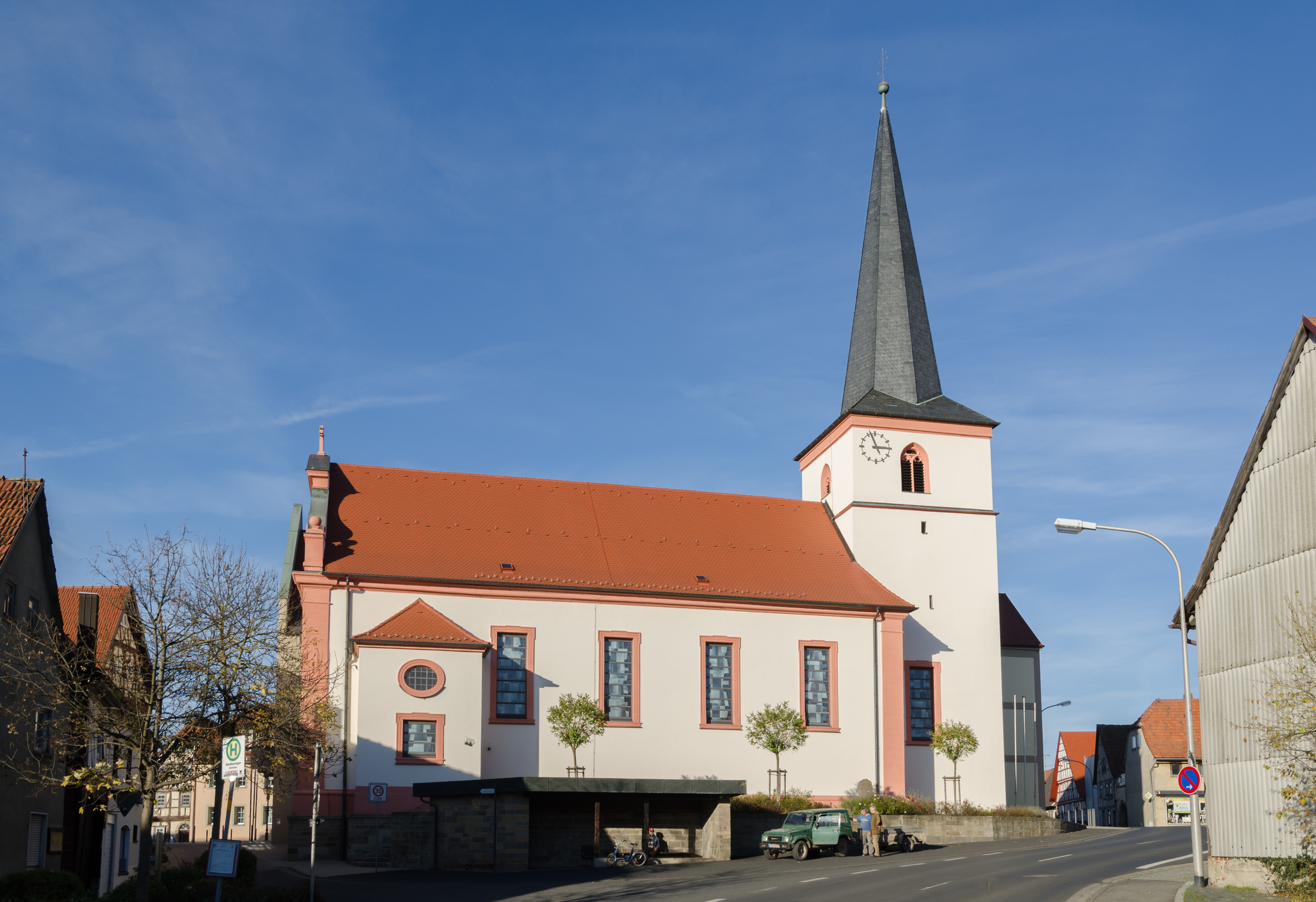
St. Johannes der Täufer
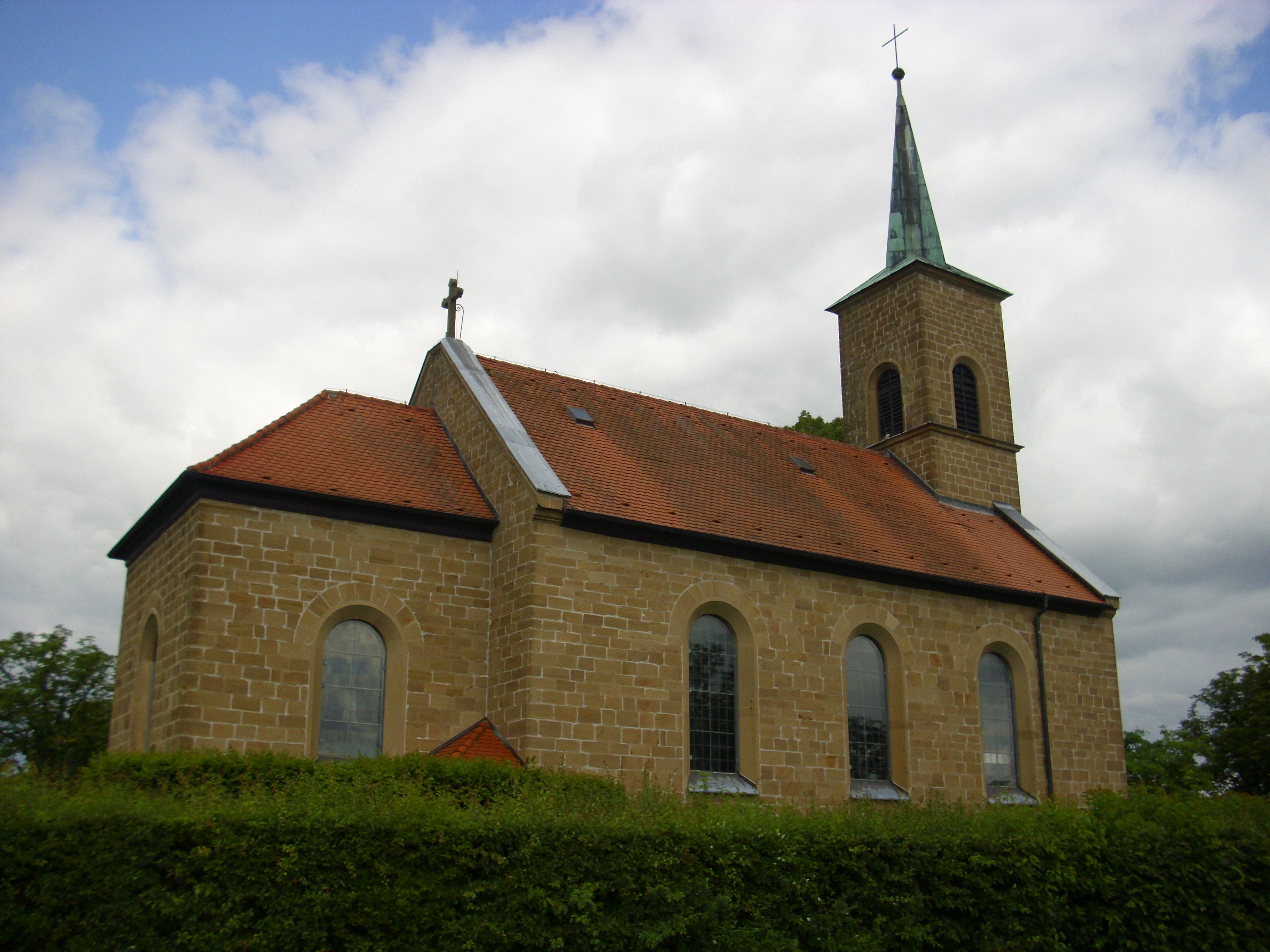
Kerlachkapelle
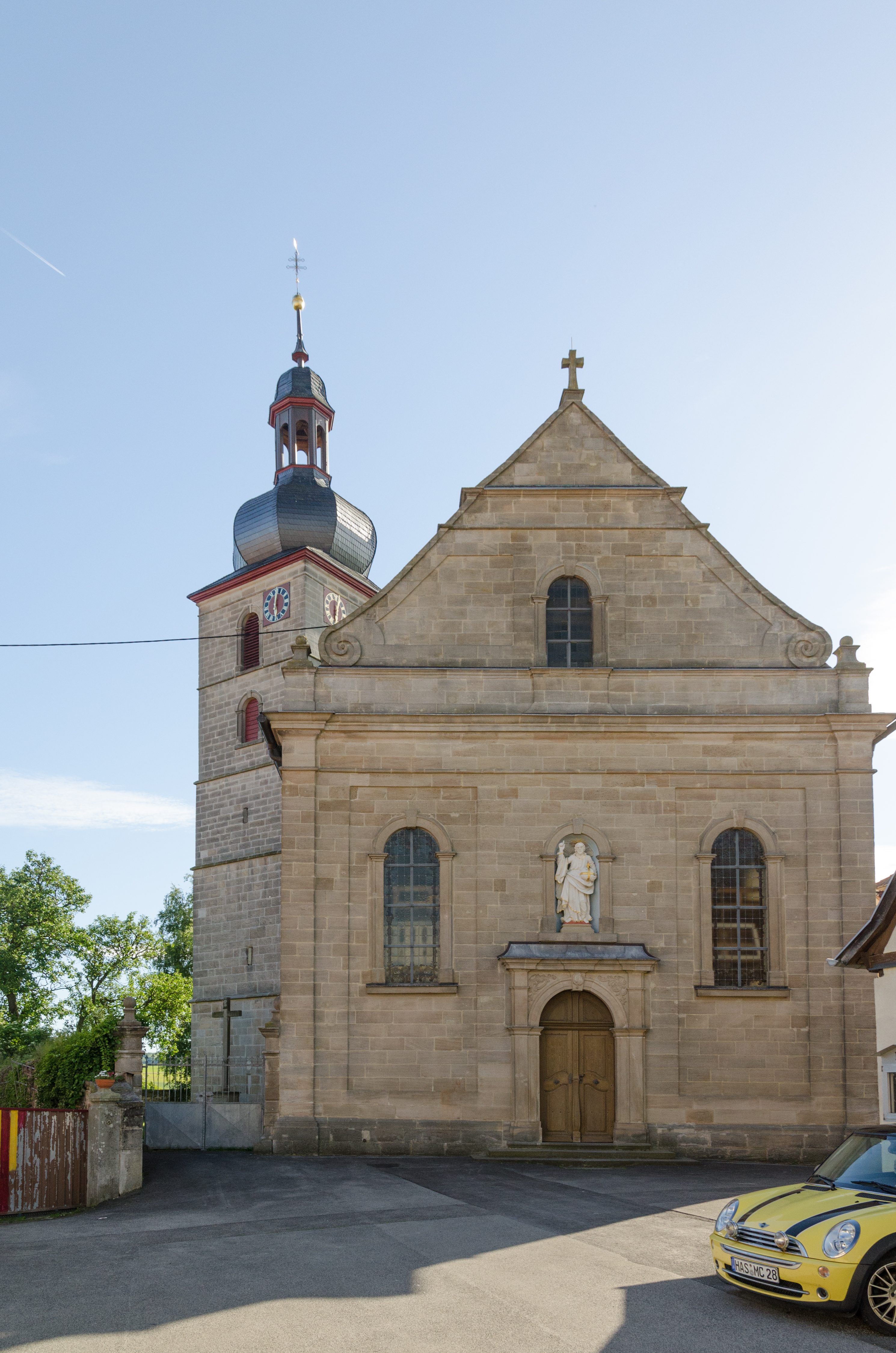
St. Kilian

#### Pfarreiengemeinschaft Schweinfurter Rhön (Hesselbach)
- Pfarrei St. Margareta Ebertshausen
- Pfarrei St. Philippus und St. Jakobus Hesselbach mit Schmerzhafte Muttergottes Hoppachshof
- Kuratie St. Georg Reichmannshausen
- Kuratie St. Jakobus der Ältere Üchtelhausen

#### Pfarreiengemeinschaft St. Sebastian am Main (Schonungen)
- Pfarrei St. Godehard Forst
- Pfarrei St. Leonhard Hausen
- Kuratie St. Michael Mainberg
- Pfarrei St. Georg Schonungen

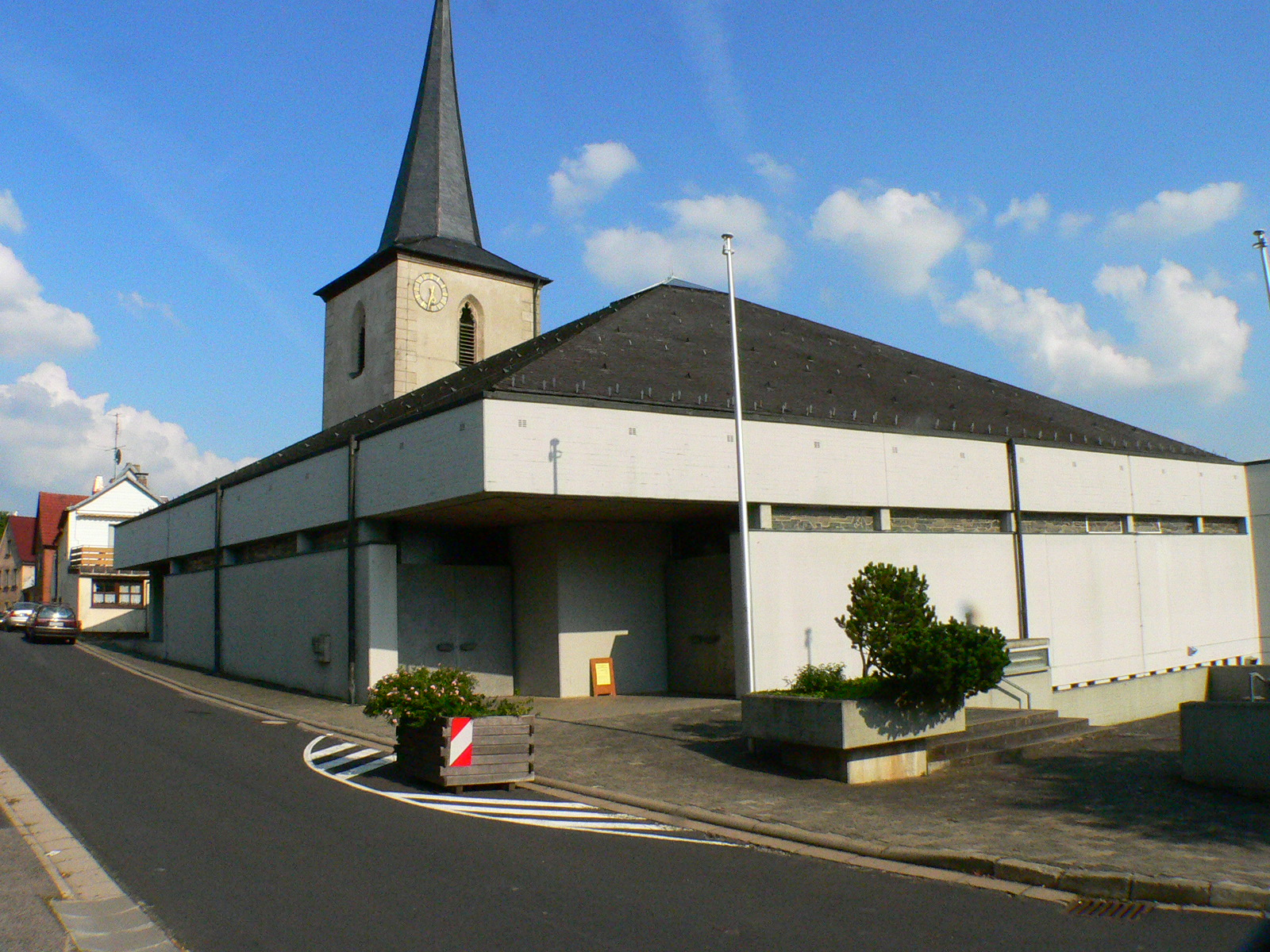
St. Godehard
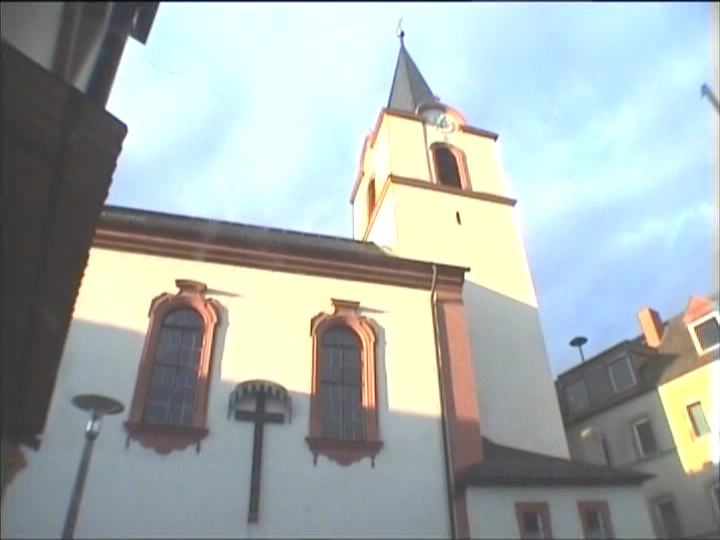
Alte Kirche Schonungen

#### Pfarreiengemeinschaft St. Christophorus im Mainbogen (Gochsheim)
- Pfarrei St. Matthias Gochsheim
- Pfarrei St. Laurentius Obereuerheim
- Pfarrei St. Elisabeth Sennfeld mit St. Hedwig Schwebheim
- Kuratie St. Gallus Untereuerheim
- Pfarrei St. Bonifatius Weyer

#### Pfarreiengemeinschaft Maria Königin vom Kolben (Marktsteinach)
- Pfarrei St. Bartholomäus Marktsteinach mit Heilige Drei Könige Abersfeld, Hl. Kreuz Kreuzthal, St. Ägidius Löffelsterz und Maria Heimsuchung Rednershof
- Pfarrei St. Laurentius Waldsachsen

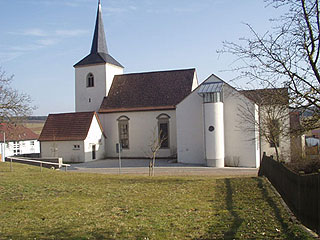
Zu den Heiligen Drei Königen